# Île Sainte-Marie
 (juin 2014).
Si vous disposez d'ouvrages ou d'articles de référence ou si vous connaissez des sites web de qualité traitant du thème abordé ici, merci de compléter l'article en donnant les références utiles à sa vérifiabilité et en les liant à la section « Notes et références ».
Pour les articles homonymes, voir Sainte-Marie et Nosy (homonymie).
L'île Sainte-Marie, autrefois nommée Nosy-Ibrahim et devenue aujourd'hui en malgache Nosy Boraha, est une île située au nord-est de Fenoarivo Atsinanana dans la région d'Analanjirofo en face de Soanierana Ivongo dont elle est séparée par un chenal maritime de 30 km (16 milles nautiques) de large. Il s'agit, avec Diego Suarez et l'île de Nosy Be, d'un des trois anciens établissements français qui furent associés à l'ancien territoire du royaume Merina pour former l'ancien protectorat français de Madagascar dont l'actuelle République de Madagascar reprend les frontières.
Destination touristique, l'île Sainte-Marie est connue pour son caractère authentique et préservé, ses regroupements de baleines à bosse, ses plages paradisiaques, son histoire romanesque et l'accueil de ses habitants.

## Géographie

### Localisation
Au nord de Soanierana Ivongo,une longue avancée, basse et sablonneuse, de la côte de Madagascar en direction de l'est se termine par la pointe Antsiraka : l'île Sainte-Marie n'est plus qu'à une distance de 3 miles (5 km) de la Grande Terre.

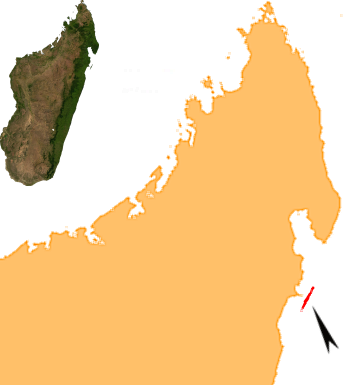
Localisation de l'île Sainte-Marie.

De forme très allongée, elle mesure 49 km de long sur 5 km de large, avec une orientation sud-sud-ouest/nord-nord-est. Au sud, l'île aux Nattes (2,5 km sur 1,5 km) est séparée de l'île Sainte-Marie par un bras de mer d'environ 200 m de large. Un lagon entoure ces deux îles.
L'île est relativement élevée : sur sa partie centrale se dresse un prolongement montagneux (altitude maximale 121 m). D'importantes plaines se regroupent sur les parties nord et sud ainsi que dans l'est. Les types de sol varient : ferrallitiques au centre et sablonneux sur les côtes, à faible fertilité, convenant au cocotier et à l'arbre à pain. Le sable blanc est d'origine marine : il provient du récif corallien frangeant débordant, étroit sur la côte ouest mais s'étendant jusqu'à près de 1,5 mile vers l'est et le sud sur la côte orientale.
Le village principal est Ambodifotatra, à environ 10 km du sud de l'île. L'aérodrome de Sainte-Marie est situé à la pointe sud de l'île. Il est desservi par Air Madagascar et Madagasikara Airways depuis les villes d'Antananarivo et Toamasina.
De nombreux hôtels parsèment l'île, essentiellement entre l'aéroport et Ambodifotatra.
L'île est au voisinage d'anses et de baies remarquables. Les célèbres baies d'Antogily et de Tataingo ont été des repaires de pirates des mers du Sud, l'activité des flibustiers et forbans y connaissant une croissance à l'époque classique entre 1620 et 1680.

### Climat
Aux latitudes de Sainte-Marie, le flux océanique de l'alizé rencontre presque perpendiculairement le relief escarpé de la côte est de Madagascar : il apporte une pluviométrie annuelle importante (plus de 3 500 mm). L'île a un climat tropical humide.
La distribution mensuelle des pluies est supérieure à 300 mm sauf pour les mois de septembre, octobre, novembre qui sont les plus ensoleillés. Les températures varient de décembre à mars entre 34° (le jour) et 25° (la nuit) et de mai à octobre, 28° (le jour) et 20° (la nuit).
De janvier à mars passent les dépressions dont certaines évolueront en cyclone tropical. En dehors de cette période, au mois d'avril, le vent souffle du Sud-Est et le régime d'alizé s'établit avec une intensité augmentant jusqu'au mois d'août (20-25 nœuds). À partir du mois d'octobre, le vent recule et souffle tantôt de l'ESE (affaiblissement de l'alizé) tantôt du NNE (établissement de la zone de convergence intertropicale) en restant modéré (10-15 n).
Une station météorologique automatique a été installée en 2014 à l'aéroport de Ravoraha (Sud de Sainte-Marie). Elle est alimentée par une pile reliée à un panneau solaire.

## Histoire

### Premiers peuplements
L'île est peuplée par des peuples malgaches. Toutefois, l'ancien nom de l'île, « Nosy-Ibrahim », littéralement « Île Abraham », laisse supposer l'existence d'une colonie arabe, voire juive.

### Découverte par les Européens
Vers 1506, des navigateurs portugais découvrent l'île, le jour de l’Assomption, tout en échappant à un naufrage, et nomment l'endroit en l'honneur de la Vierge : « Santa-Maria ». À cette époque, de Constantin fait la description suivante de l’île :

« Les hommes avaient quatre javelines garnies de pointe d’argent, (...) n’avaient qu’un vêtement fort adroitement tissé de quelques herbes de diverses couleurs. Ils portaient chacun un roseau avec de l’eau salée. C’étaient de grands hommes, puissants, tels que sont communément tous ceux de cette île. Ils ont de grands boucliers de bois dont ils se couvrent tout entier lorsqu’ils se baissent, en sorte qu’on ne peut voir qu’une partie de leurs pieds. L'île a de longueur du nord au sud environ un degré. Le paysage est agréable. Elle est remplie de grands arbres très beaux et très verts. Le terrain est fort haut, mais en naviguant le long de la côte, on vit qu'elle était séparée en deux îles. »

### Ancien repaire de pirates (1685-1726)

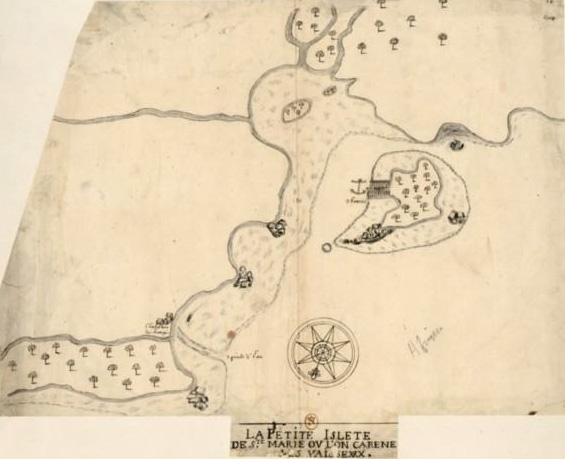
« La petite isle de Ste-Marie où l'on carène les vaisseaux » (dessin du XVII).

Non loin des voies maritimes où transitaient des navires revenant des Indes les cales débordantes de richesses, pourvue de baies et de criques protégées des tempêtes et abondant en fruits et en eau douce, Sainte-Marie devint une base populaire pour les pirates au long cours du XVIIe au XVIIIe siècle.
Pendant deux siècles, l'île a été le repaire des brigands des mers. Au XVIIIe siècle, dit-on, plus de mille corsaires y résidaient. Les épaves de leurs navires gisent au large d'Ambodifotatra, la capitale de Sainte-Marie. Aujourd'hui, plus de corsaires : ici, on goûte à la paix, près du grand voisin, Madagascar.
L'île aux Forbans, située au cœur de la baie d'Ambodifotatra, verra séjourner des figures légendaires de la piraterie telles que : John Avery, Christopher Condent, Thomas Tew, William Kidd, et Olivier Le Vasseur. Le premier d'entre eux arrive vers 1680 il s'agit du pirate anglais Adam Baldridge qui aurait construit le premier fortin de l'île à partir de 1691. Beaucoup d'entre eux feront souche. De nombreux vestiges de cette histoire subsistent à Sainte-Marie. Par exemple, dans la baie des Forbans gisent encore d'authentiques vaisseaux pirates, à quelques mètres de fond.
Sainte-Marie est située sur deux importantes routes commerciales du XVIIe siècle : celle de la mer Rouge et celle de l’océan Indien. À l’époque déjà, la population y était accueillante, la nourriture abondante et aucune puissance européenne ne tenait l’île. La proche région devint au cours du siècle particulièrement prisée des pirates alors que les Caraïbes, jusqu'alors lieu de regroupement privilégié de la flibuste internationale, diminuait en popularité.
Les allées et venues des galions espagnols chargés de trésors se faisaient plus rares dans les Caraïbes. Sous le contrôle des Français, l’île de la Tortue devenait, peu à peu, un port tranquille et fréquentable. D’autre part, l’affluence des boucaniers à Port Royal, autrefois forte, ne se relevait pas du tremblement de terre jamaïcain de 1692. Plus généralement, les nations européennes ne tolérant plus la piraterie, encourageaient la chasse aux pirates par leur patrouilles navales dans les eaux caribéennes.

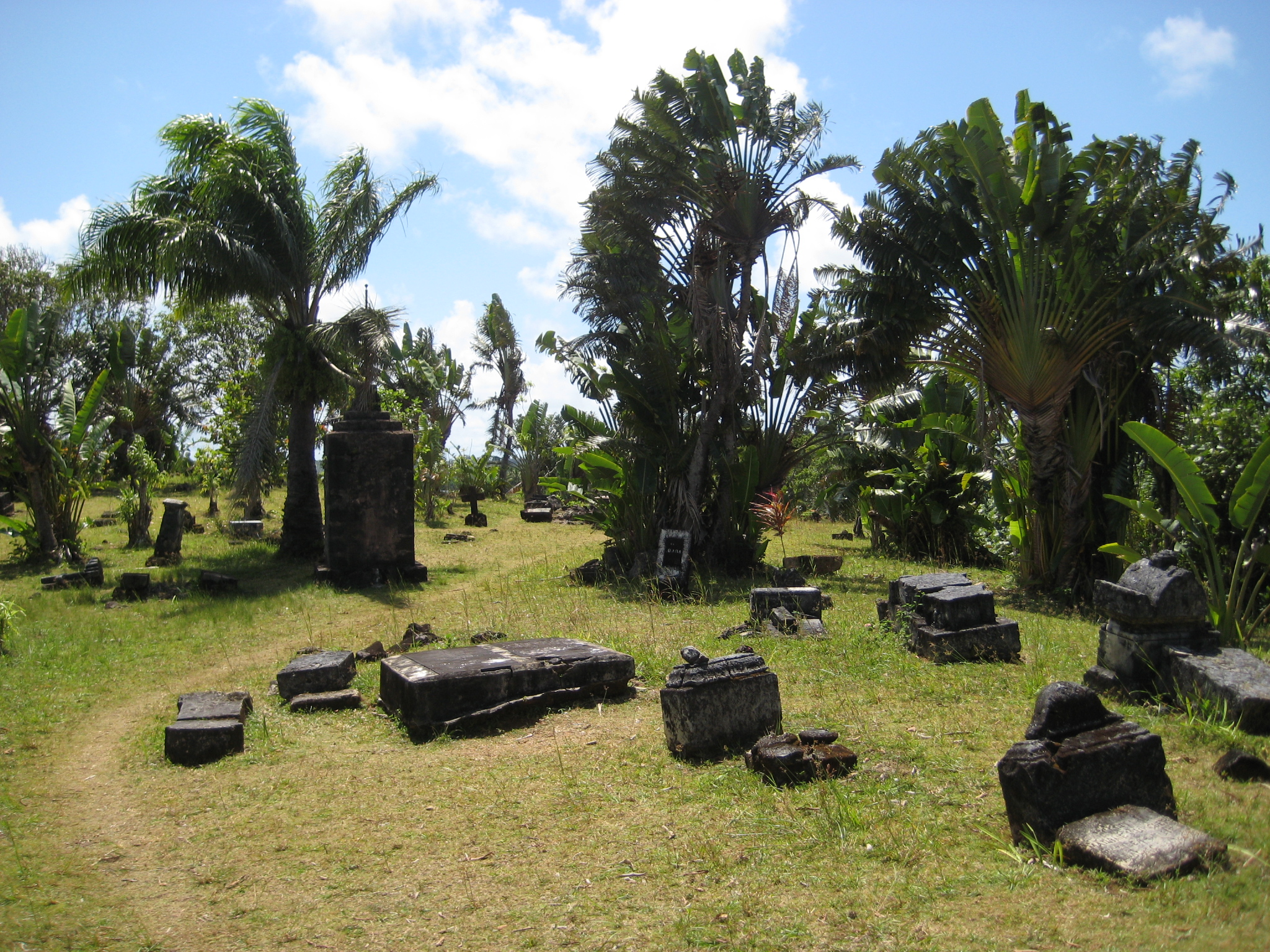
Cimetière de pirates.

Aux alentours de 1700, l’île Sainte-Marie devint ainsi le port d’attache d’une vingtaine de vaisseaux et le lieu d’habitation d’un millier de forbans.
La rumeur des fortunes faciles qui s’y firent envahit les mers. À l’image de la république démocratique de Libertalia, il semblait s’y concrétiser des idéaux d’égalité, de liberté et de fraternité. L’engouement pour ce havre était tel que les nations européennes commencèrent à se soucier de l’impact et du rôle commercial et géopolitique de cette zone qu’ils ne contrôlaient pas et offrirent l’amnistie aux pirates qui se repentiraient et retourneraient au pays. On trouve encore sur l'île de nombreux cimetières de forbans. Le programme de recherches archéologiques de la Piraterie prévoit une suite de fouilles en 2024-2026.

### Présence française (1750-1960)
À la suite de la mort du roi Ratsimilaho, sa fille Bétia — la reine Betty — épouse du caporal La Bigorne, cède l'île Sainte-Marie à la France, malgré l'opposition de son frère Zanahary et des Betsimisaraka. L'acte de cession est signé le 30 juillet 1750 à bord du vaisseau de ligne Mars.
Le pillage de la tombe de Ratsimilaho par les français provoque la colère des habitants et le massacres des colons en 1754. Les représailles de la France sont sanglantes : les chefs insurgés sont passés par les armes, tandis que Betia et sa mère Matavy sont exilées à l'Île de France (actuellement île Maurice). Lors de son retour sur la côte est en 1763. Betia cède son trône à son frère Zanahary. Même si, en théorie, l'île a été française jusqu'en 1763, l'administration coloniale avait déjà déserté les lieux après le massacre de 1754.
L'île, pacifiée par la Marine royale et déjà occupée par des ressortissants français dès 1750, est devenue une colonie française vers 1820-1822. Sous l'impulsion d'Albrand qui installa de nombreux Français, l'exploitation du bois, la culture de la canne à sucre et du riz, l'élevage des bœufs à des fins d'exportation ont contribué à l'essor du petit chef-lieu, Port-Louis. 
En 1848, l'esclavage dans les colonies française est définitivement aboli par la Deuxième République, libérant 3 500 esclaves à Nosy Be et Sainte-Marie. Cet affranchissement s'accompagne toutefois de l'indemnisation des propriétaires d'esclaves par l'État français.
À la fin des années 1860, l'île s'étend d'après un cadastre local sur 90 995 hectares et compte 5 900 habitants. Elle fait partie du Gouvernement de Mayotte et n'est rattachée à la grande île de Madagascar qu'à la fin du siècle. En 1896, la dualité de l'appareil judiciaire est instituée : les Saint-Mariens relèvent du Code civil tandis que les originaires de Madagascar ont une juridiction fondée sur les coutumes locales et les anciennes lois de la monarchie Merina.

### Statut particulier (1960-1972)
Lors de l'Indépendance, compte tenu des facteurs historiques, un accord particulier sur l'état des personnes originaires de l'île a été signé. Ils deviennent des nationaux malgaches mais, par un privilège spécial, sont admis à exercer sur le territoire de la République Française les droits attachés à la qualité de citoyens français. Ce privilège prendra fin en 1972.
Durant cette période, les Saint-Mariens seront nombreux à servir sous le pavillon tricolore : Marine nationale française et Marine marchande.

### Événements contemporains
Le 20 décembre 2021, le naufrage d'un cargo transportant 130 passagers a lieu au large de l'île. Un hélicoptère de l'armée dépêché pour se rendre sur les lieux s'écrase également aux environs le soir du même jour.

## Patrimoine

### Architecture
À Ambodifotatra :
- l'église de Sainte-Marie, située à la sortie sud, dont la construction s'achève en 1857, la plus ancienne église catholique de Madagascar[6].
- l'ancien Fort de la Compagnie française des Indes orientales
- la stèle funéraire de F.F.J. Albrand (1795-1826)
- le cimetière des pirates

Au nord de l'île :
- le phare d'atterrissage Albrand (tour de 18 m., construite en 1931)

Sur l'Îlot Madame :
- la Résidence qui héberge le Musée de la Reine Betty ainsi que des objets traditionnels de la vie des Saint-Mariens, des os de baleine, des pièces provenant des fouilles archéologiques effectuées en 2015 dans la baie des Forbans, etc.
- le monument ossuaire, sur lequel est inscrit Hic Capita Jacent, renferme les crânes de  Francais et d'Anglais tués par l’armée Merina en 1845 à Toamasina[7]

### Cuisine
La cuisine saint-marienne est principalement à base de poissons et fruits de mer. Le coco est roi de l'entrée au dessert : punch coco, fruits de mer et poissons sauce coco, gâteau et flanc au coco... Si le fumage des poissons "cher aux pirates" semble être oublié, le carpaccio de thon frais est maintenant servi en entrée.

## Administration
La commune de Sainte-Marie constitue également le district de Nosy Boraha.

## Économie

### Agriculture
Les productions agricoles de l'île sont faibles en quantité et surtout pour l'autosubsistance : riz, manioc, patate douce... La principale production est celle du girofle : en moyenne par an, 600 tonnes de clous (le clou est le bouton floral non épanoui et desséché).
Le giroflier a une dimension historique particulière pour les Saints-Mariens. En 1824, de retour d'un voyage à Zanzibar où il préleva des plants, le prince Betsimisaraka Mandritsara les introduisit sur l'île à Maromandia Tafondro : de là, des boutures ont gagné la Grande Terre et les plants se sont multipliés sur la côte orientale, car le voisinage de la mer et un climat pluvieux et ensoleillé leur sont favorables. À Sainte-Marie, le giroflier est cultivé en hauteur à flanc de collines ; sa récolte, d'octobre à décembre, s'effectue toujours d'une manière traditionnelle : cueillette des griffes (pédoncule floral) avec des échelles de bambou de 3 à 4 m, mises en soubiques (paniers tressés), transport à dos  au village, égriffage en famille, séchage sur des nattes étalées sur le sol pendant 2 à 3 jours, vannage, triage et mise en sac. Malgré l'instabilité des cours, le girofle reste un produit de rente majoritaire : avec un meilleur encadrement technique des producteurs, le clou de girofle de Sainte-Marie pourrait être bien placé pour prétendre à une indication géographique.

### Pêche

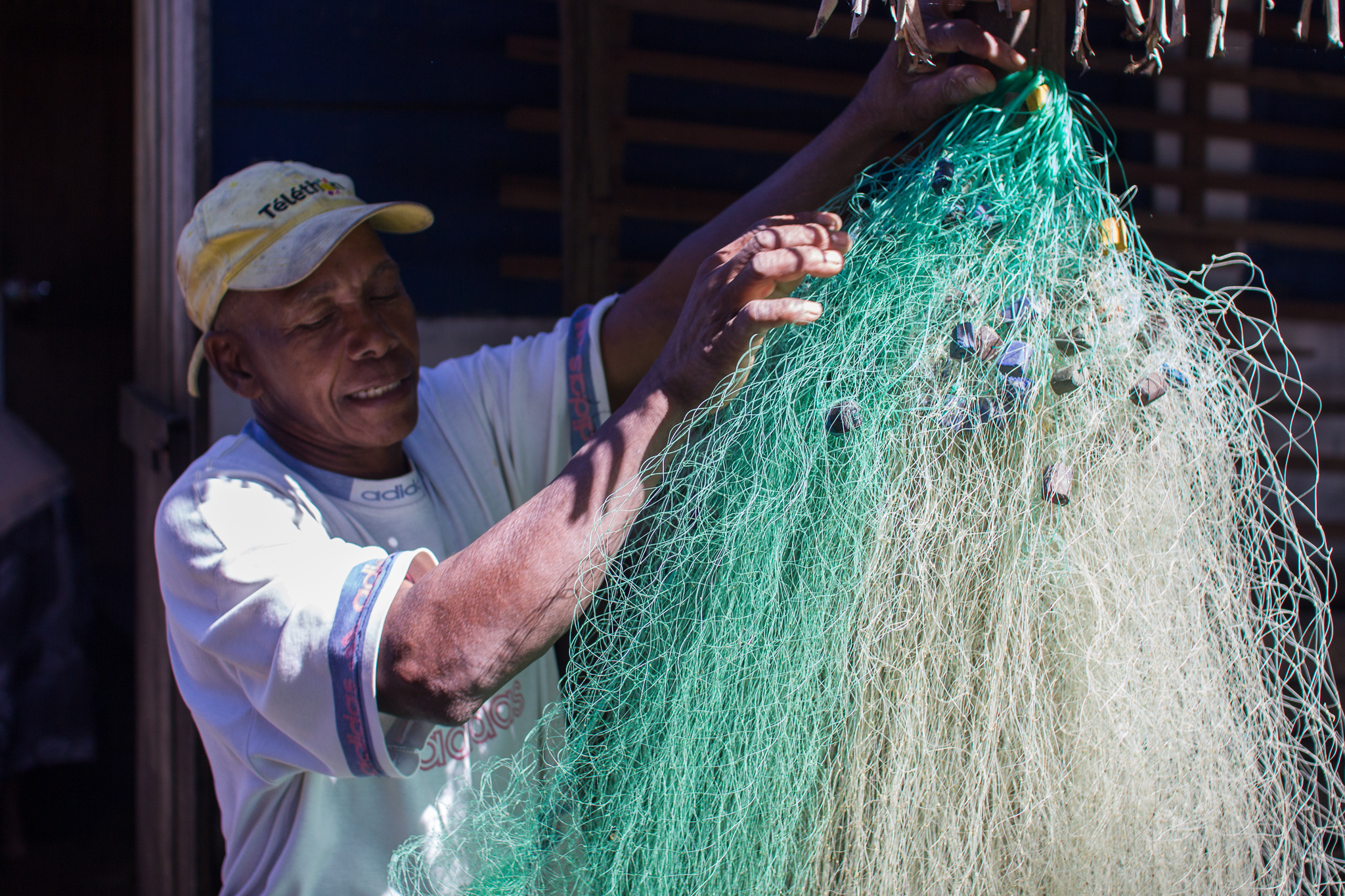
Pêcheur sur l'île Sainte-Marie.

Une grande variété de poissons de récif (mérous, perroquets, vivaneaux, capitaines...) et pélagiques (thons, carangues, barracudas, dorade coryphène, espadon-voilier...) existe dans les eaux côtières de l'île. Langoustes (bleues et rouges) et cigales de mer (Scyllaridae) sont pêchées à la nasse, tandis que calamars et poulpes sont attrapés par la technique du lamparo. Une société de pêche industrielle sise à Ambodifotatra existe depuis vingt années : elle soutient une pêche responsable et conditionne les captures avant de les exporter congelées vers l'île de la Réunion (174 t en 2016).

### Tourisme
Parmi les activités de service, le tourisme arrive en première place et génère de nombreux emplois. On recense plus d'une quarantaine de sites d'hébergement qui sont pour la majorité de petites unités hôtelières de dix à vingt bungalows.
De la pointe Sud-ouest de l'île, en passant par le village Ravoraha près du petit aéroport et jusqu’au village Vohilava s'étend une longue plage de sable blanc et cocotiers qui accueille des hôtels de charme. La réalisation de la route bitumée du Nord au Sud de l'île, l'accroissement démographique et la raréfaction des matériaux végétaux locaux ont entraîné une modification de l'habitat. Le milieu naturel ne sera bientôt plus présent que sur les côtes sud-est et nord-est de l'île : y subsistent toujours, sur pilotis, avec des murs en falafa et un toit en ravina-potsika, les hameaux traditionnels dans des enclos bordés de clôtures fleuries. Le développement d'un tourisme durable à long terme passera par une sensibilisation des Saints-Mariens à la protection de l'environnement et une meilleure préservation des ressources naturelles de l'île : massifs forestiers, mangroves et fonds sous-marins.

## Des atouts touristiques
- Plages de sable corallien et cocotiers.
- Mangroves avec palétuviers
- Baies et lagons
- Forêts sèches (nord est) et humide (centre ouest)
- Forte interculturalité
- Authentique, tourisme raisonné

### Transports
L'île dispose de son aérodrome, l'aéroport Ravoraha.
Elle est accessible par voie maritime par le bâtiment El Condor à partir de Mahambo face au restaurant « Mahambo Beach » (86 km au nord de Toamasina) en attendant la mise en service du nouvel embarcadère de Soanierana Ivongo (situé à environ 80 km plus au nord).
Elle est accessible aussi par voie maritime par des vedettes rapides ( Gasikara BE, Melissa Express, Cap d'Ambre) à partir de Soanierana Ivongo une traversée de 27 Km.
L'île est traversée du sud au nord par la route nationale 21.

### Une végétation luxuriante
L'île porte de nombreux surnoms dont celui de « l'île-jardin ». Du fait d'un micro-climat constant tout au long de l'année, Sainte-Marie possède une luxuriance végétale remarquable. Si les diverses cultures d'épices (girofle, cannelle, vanille, café, poivre) y prolifèrent, Sainte-Marie a su aussi conserver un large éventail des différentes sylves tropicales existant à Madagascar, dont une véritable forêt primaire.

### Une faune et une flore endémiques

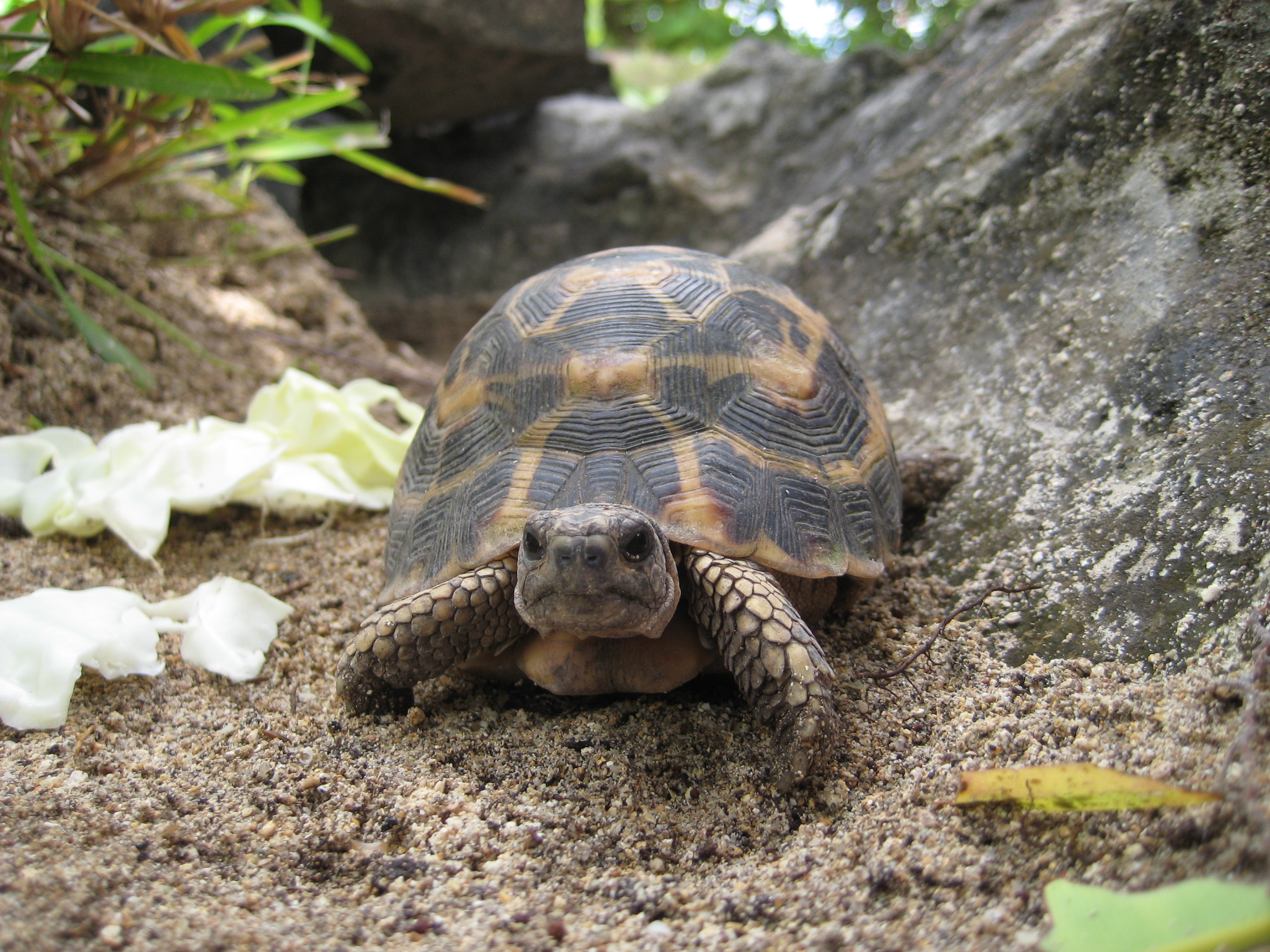
Pyxis planicauda dans le parc Endemika.

Le caractère insulaire du lieu et les particularités du sol corallien ont favorisé diverses adaptations, tant sur le plan animal que végétal, entraînant des inter-relations uniques. Sainte-Marie est ainsi dotée d’une faune et une flore très riche, on y rencontre entre autres espèces plusieurs types de lémuriens ainsi qu’une multitude d’orchidées, dont l'« Eulophiella de Roempler » — Eulophiella roempleriana — endémique de l'île aux Nattes : elle pousse dans le houppier des feuilles du Pandanus, l'inflorescence est érigée (hauteur 1 à 2 m), la floraison — 10 à 30 fleurs roses à violacées de 5 à 6 cm de diamètre — dure tout le mois de novembre.

### Des fonds marins de qualité
À l'abri des requins, le lagon de l'île de Sainte-Marie est doté d'importantes constructions coralliennes. Sa faune et sa flore sous-marines constituent un patrimoine naturel préservé et un site de plongée de premier ordre dans l'océan Indien.

### Un sanctuaire de baleines
L'île accueille chaque année pendant l'hiver austral un spectaculaire ballet. D'importants groupes de baleines à bosse (Megaptera novaeangliae) migrent depuis l'Antarctique jusqu'au canal de Sainte-Marie, lieu de reproduction idéal. Ces paisibles géants trouvent ici des conditions favorables à la croissance des jeunes et à leurs jeux amoureux et acrobatiques avant le grand retour vers les mers froides.

## Personnalités liées à l'Île Sainte-Marie
- Pierre Dalmond (1800-1847), missionnaire catholique, premier évêque de Madagascar, mort sur l'île. « Sa dépouille repose dans l'église catholique d'Ambodifototra »[10].
- Jérôme Louis Rakotomalala (1913-1975), né à Sainte-Marie, premier cardinal malgache.
- Jacques Sylla (1946-2009), né à Sainte-Marie, ancien Premier ministre, député de l'île et père de l'Alliance française d'Ambodifotatra.

## Fouilles archéologiques

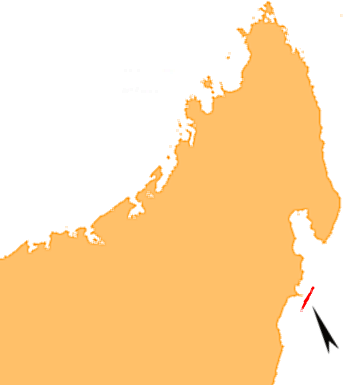
Localisation de l'Île Sainte-Marie.

Du 9  au 26 mai 2022 eurent lieu les premières fouilles terrestres sur l'Île Sainte-Marie, après des fouilles sous-marines réalisées en 2000 et 2015 par une équipe américaines, qui permirent de révéler entre deux et quatre épaves attestant du passage des flibustiers, avec les restes de navires qui semblent avoir été volontairement coulés pour créer une barrière anthropique sous-marine, afin de rendre impossible l'accès de la baie par les marines française et britanniques qui essayèrent de se rendre maître de cette zone. Parmi ses épaves une retient particulièrement l'attention des archéologues, est celle qui semble être le navire du pirate Christopher Condent alias  William Condon. Arrivé aux îles du Cap-Vert, il capture un navire portugais transportant du vin, un groupe de petites embarcations et un bâtiment de guerre hollandais. Christopher Condent garde le navire hollandais et le baptise Flying Dragon (le Dragon Volant). Le Flying Dragon poursuit sa route, passe à proximité de la côte brésilienne et capture çà et là quelques navires, Christopher Condent torture au passage quelques prisonniers portugais en leur coupant les oreilles et le nez. Christopher Condent continue les pillages le long des côtes africaines. En juin ou juillet 1719, il atteint Madagascar. Alors qu'il fait escale à Sainte-Marie, il recrute quelques anciens membres d'équipage de John Halsey.
Il arpentera la Mer Rouge et les côtes indiennes pendant environ un an. En 1720, près de Bombay, le Flying Dragon capture un énorme navire arabe transportant une quantité considérable de trésors et de richesses, d'une valeur de 150 000 livres sterling. Afin de ne pas échauffer davantage la Compagnie anglaise des Indes orientales, Christopher Condent ordonne à ses hommes de ne pas brutaliser l'équipage et les passagers. Ils retournent alors à Sainte-Marie et partagent le butin (environ 2 000 livres par personne). Christopher Condent et 40 de ses hommes se rendent sur l'île Bourbon et y négocient une amnistie avec le gouvernement français. Le Flying Dragon, aurait été sabordé par son équipage en février 1721. L'authenticité de ce navire a été mise en doute. En plus des vestiges en bois sont retrouvés 2 800 fragments de porcelaine chinoise, 13 pièces d'or de diverses origines, dont 3 frappées dans l'empire Ottoman, et un ducat hollandais de 1650, ainsi que de nombreux autres objets de productions européennes, dont une tête de statuette en terre cuite représentant saint Antoine de Padoue. L'ensemble est daté du XVIIe siècle et plus particulièrement de cette année 1721. Depuis aucune autre investigation n'a été menée, tant terrestre qu'aquatique, malgré l'importance archéologique du site. Le mobilier remonté est en grande majorité déposé au musée de la Reine Bétia sur l'îlot Madame sans même avoir été inventorié en détail, ni étudié de manière exhaustive.

## Galerie

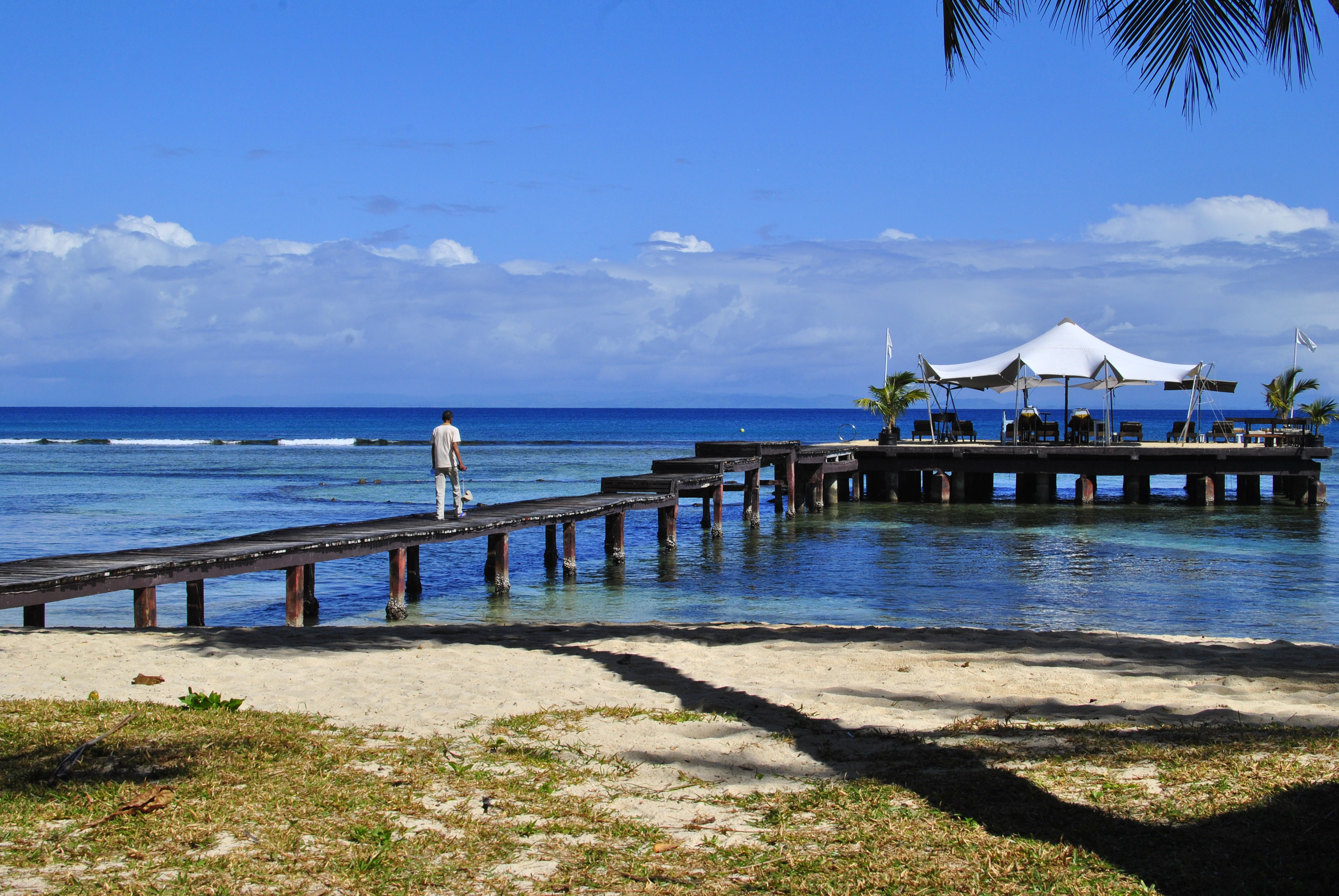
Ponton sous un ciel dégagé, devant l'hôtel Princesse Boraha Lodge, Sainte-Marie, Madagascar
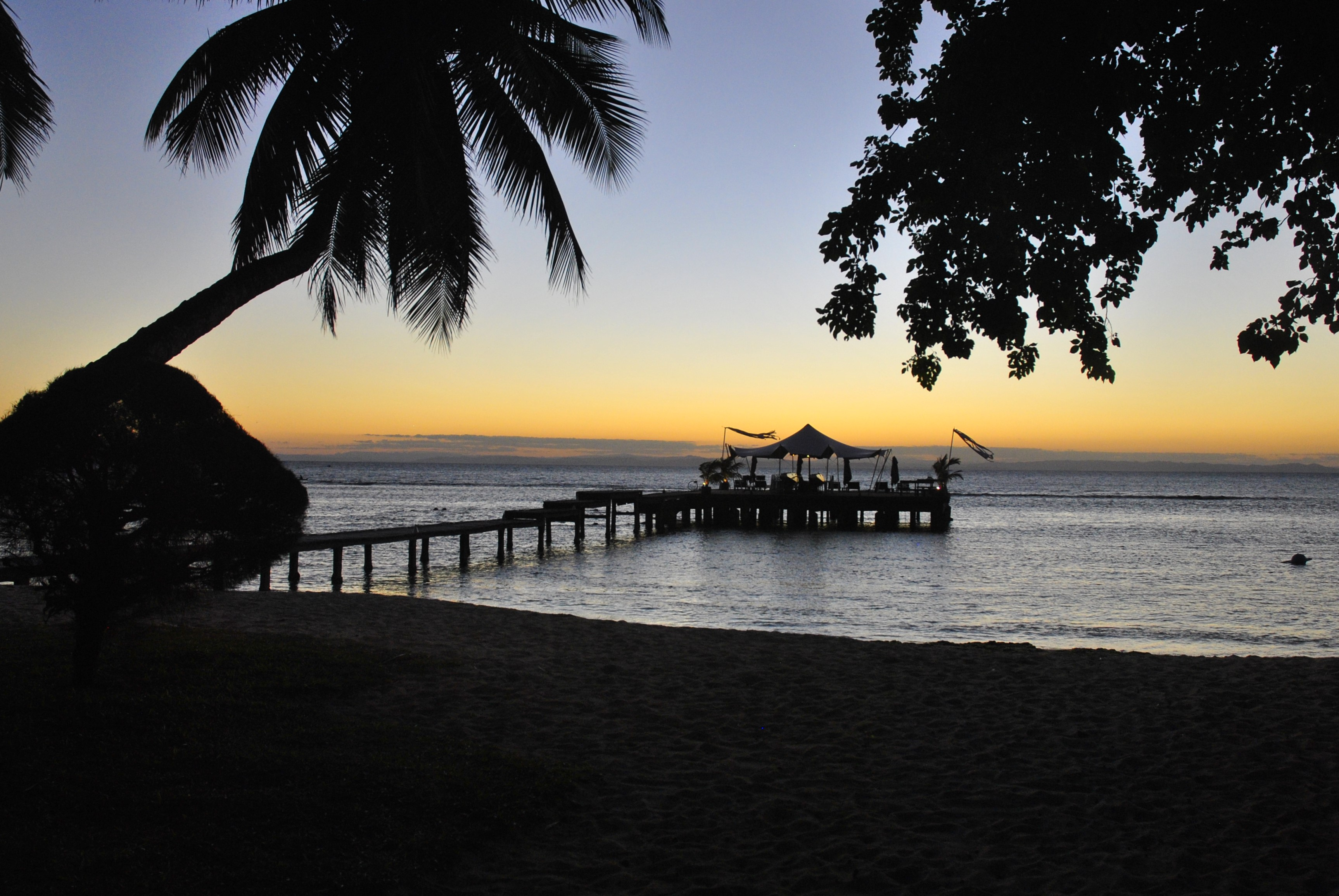
Ponton au soleil couchant, Sainte-Marie, Madagascar
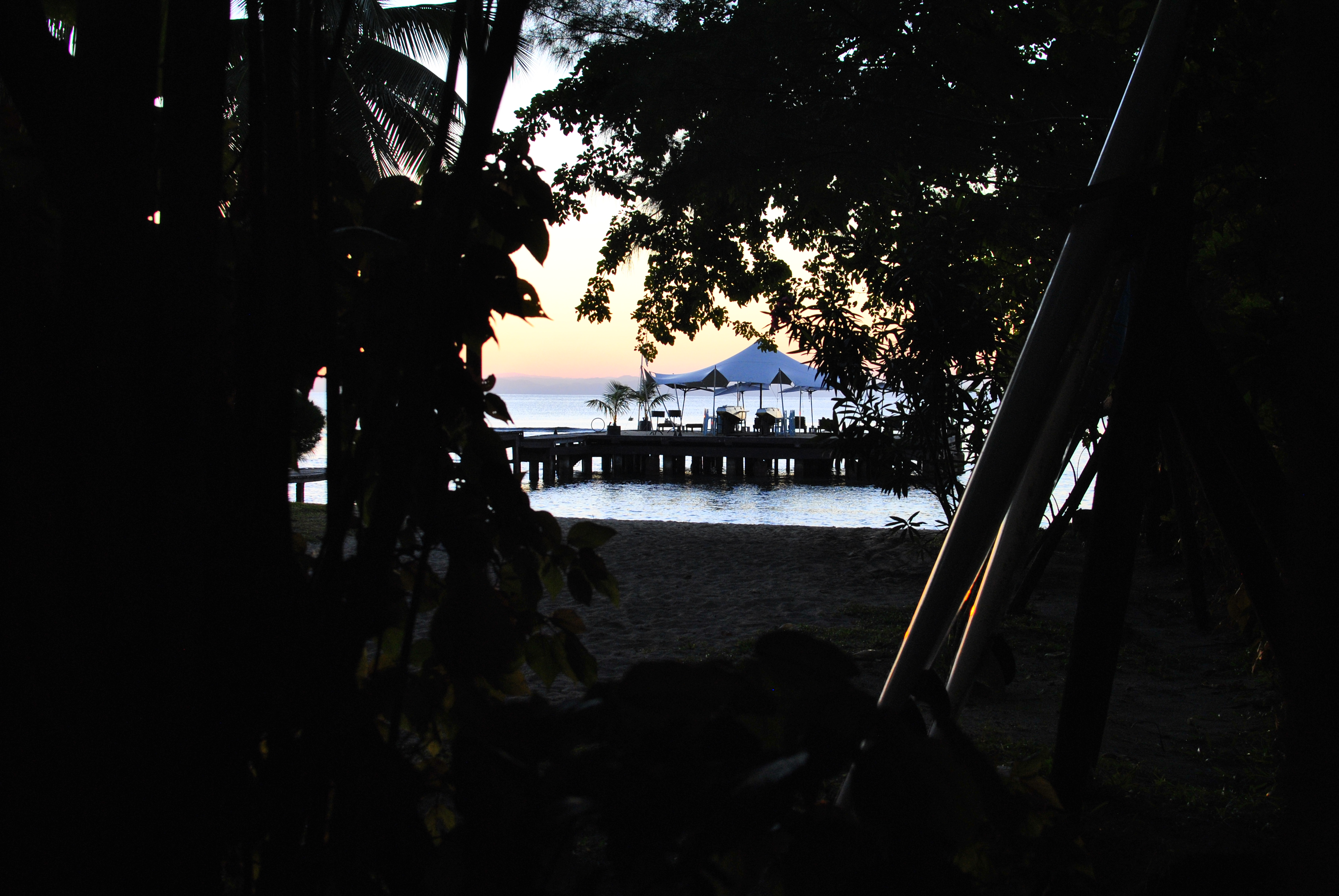
Ponton au soleil couchant, Sainte-Marie, Madagascar
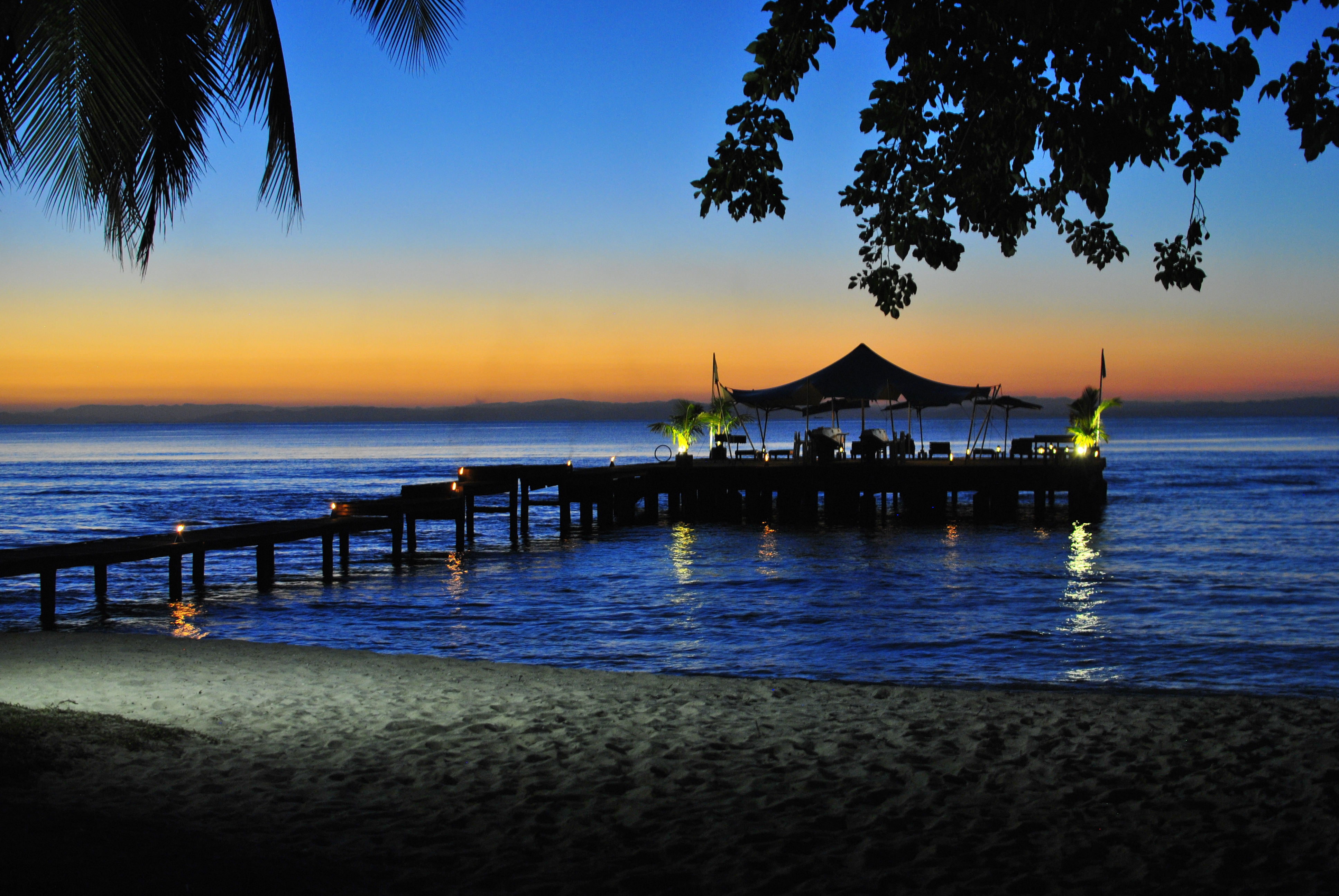
Coucher de soleil et ponton, ciel dégagé depuis la plage - Sainte-Marie- Madagascar
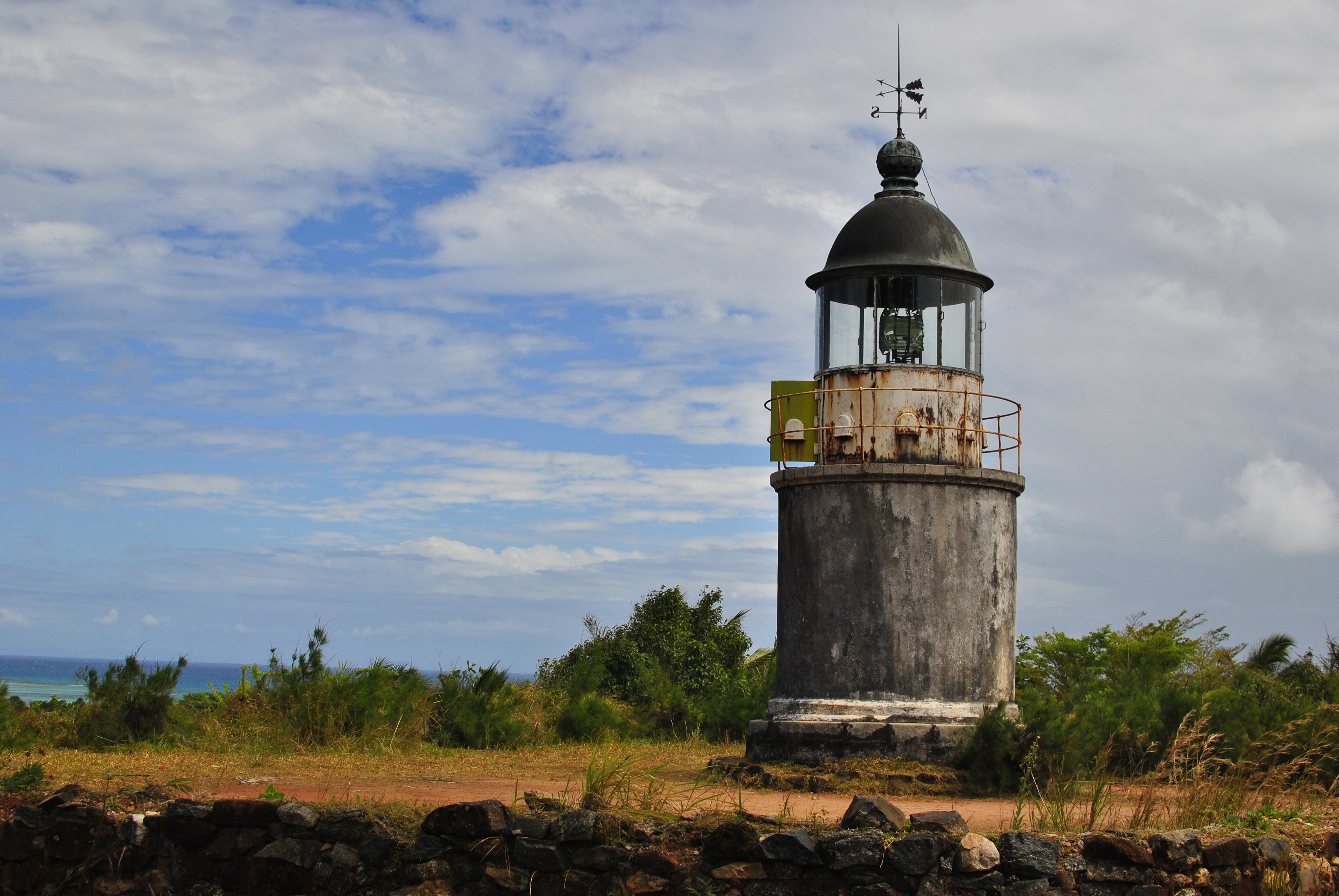
Phare au sud de Sainte-Marie, Madagascar
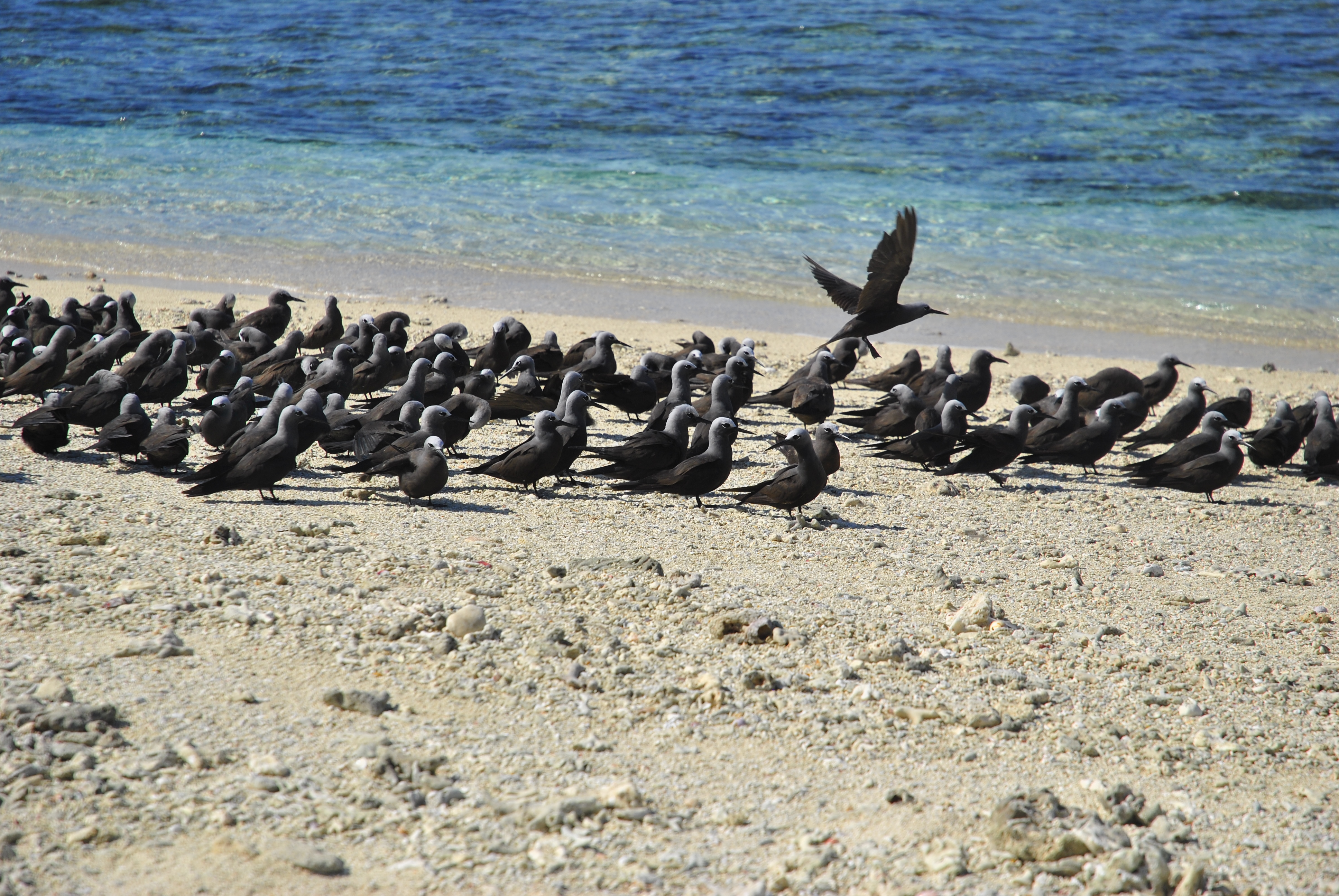
Banc de noddis bruns (Anous stolidus) sur l'île aux Sables, Sainte-Marie, Madagascar.
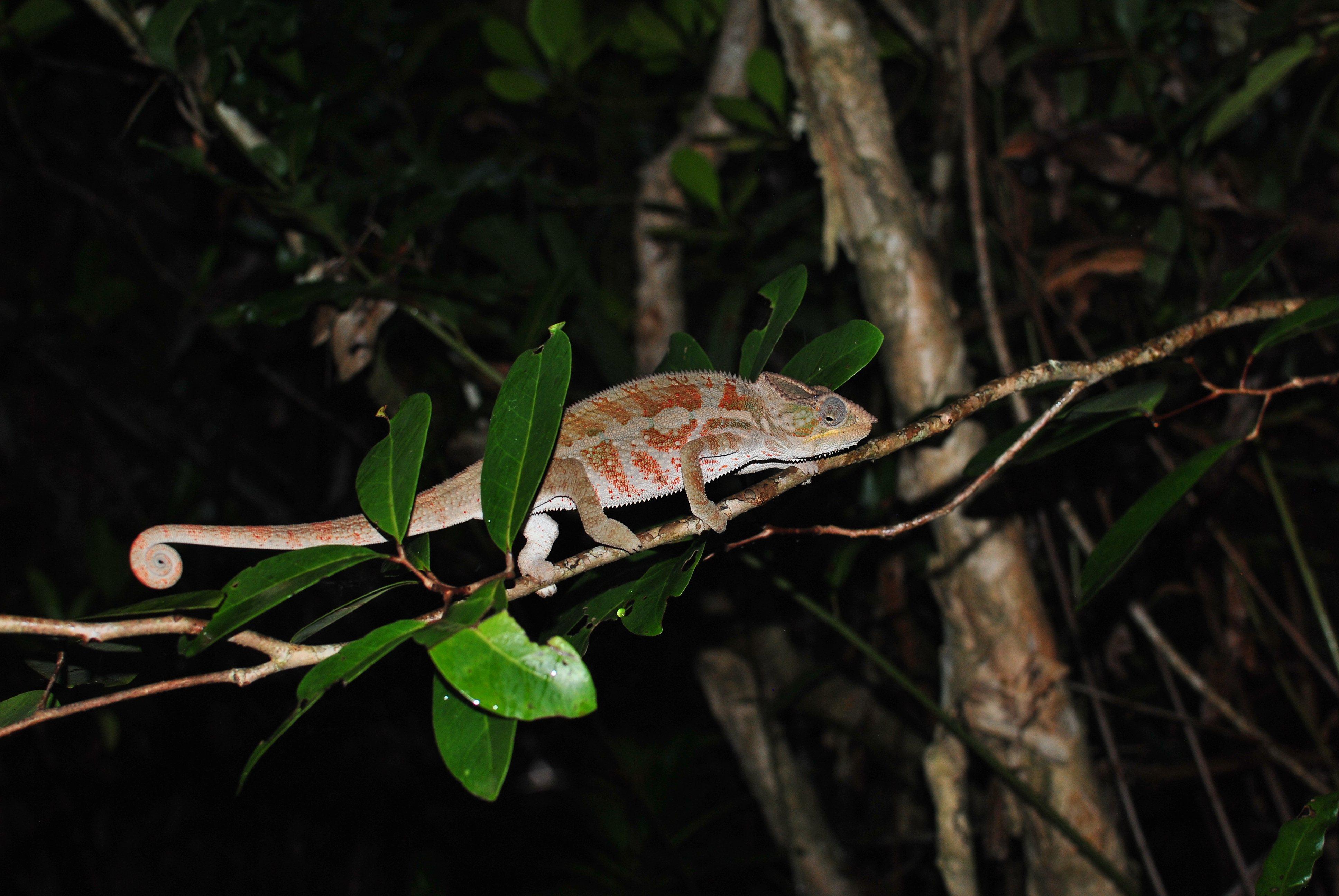
Caméléon panthère, Furcifer pardalis, dans la forêt de Sainte-Marie, Madagascar
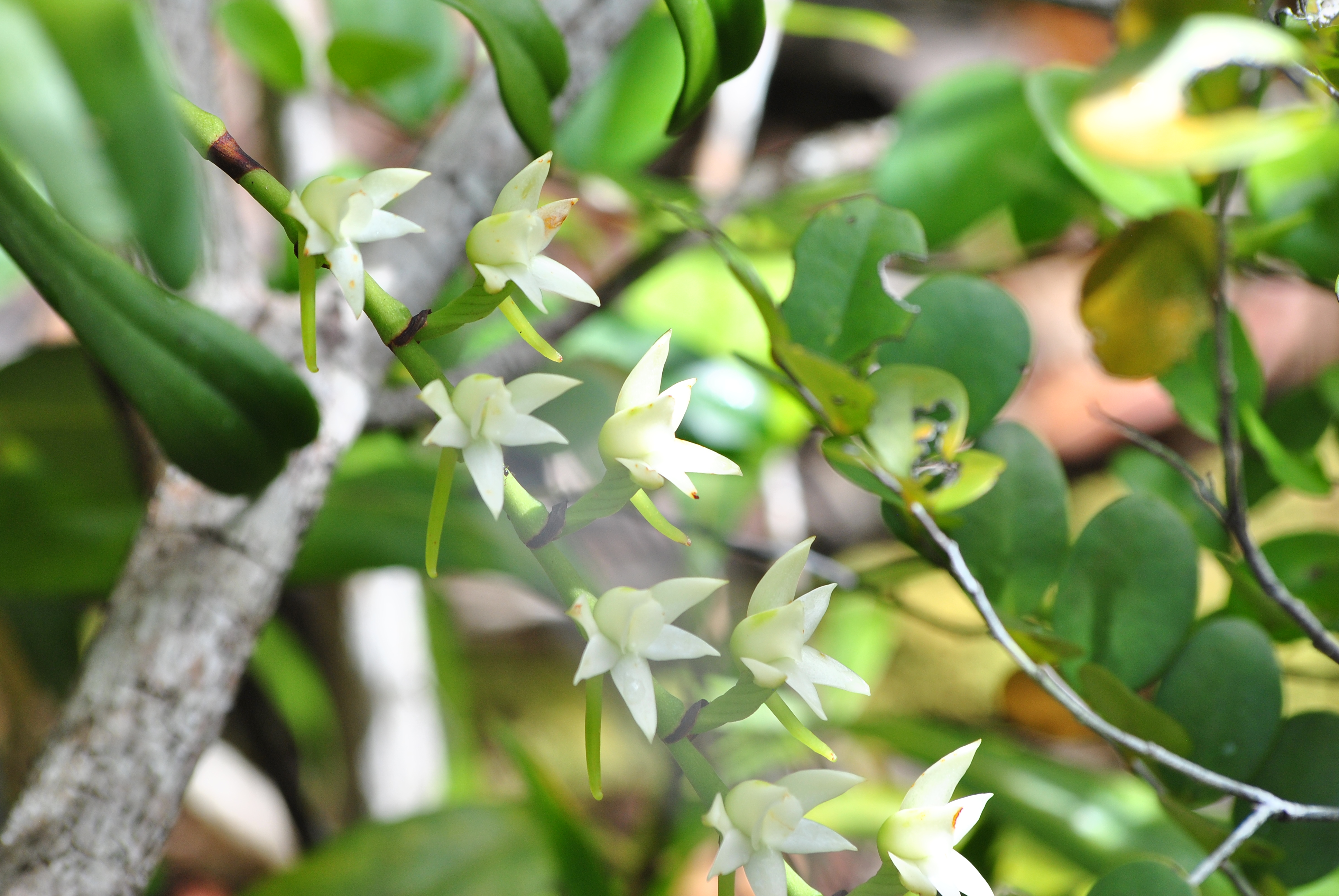
Orchidées de Madagascar, Angraecum sp, dans la foret de l'est de Madagascar
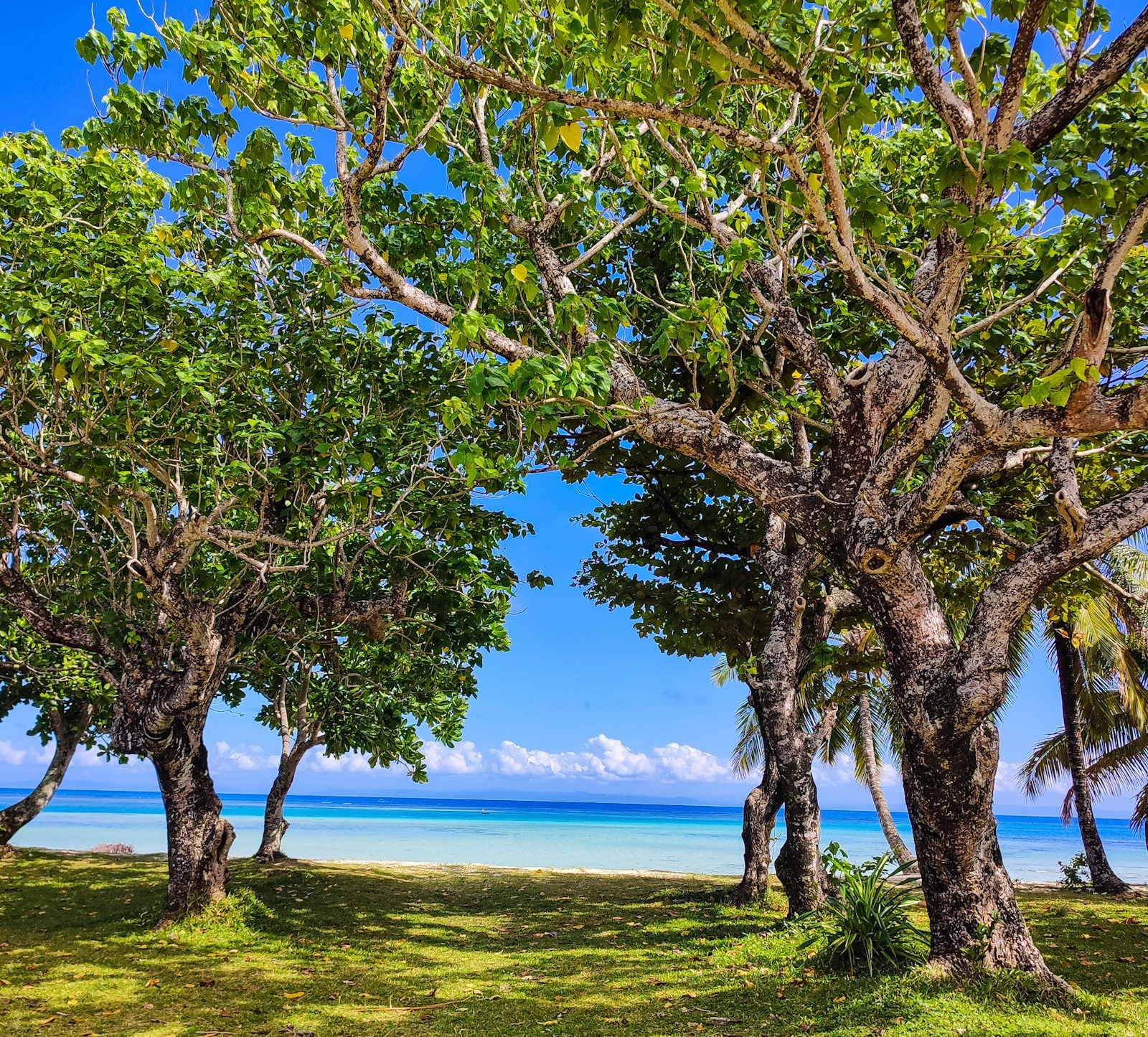
Arbres terminalia catappa, aussi appelés badamiers, à Ravoraha, sur l'île Sainte-Marie
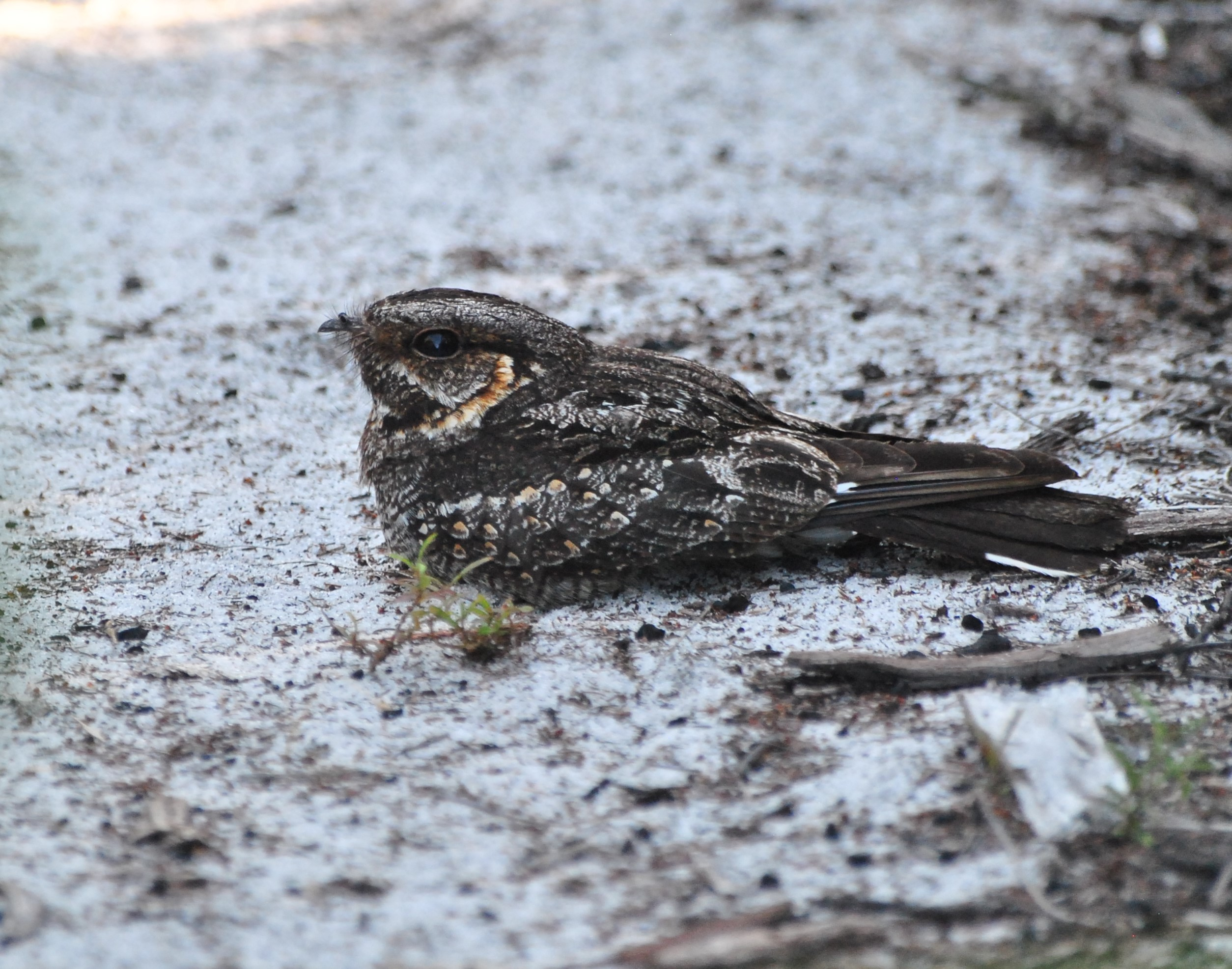
Engoulevent malgache, Caprimulgus madagascariensis, dans la forêt de Sainte-Marie, Madagascar
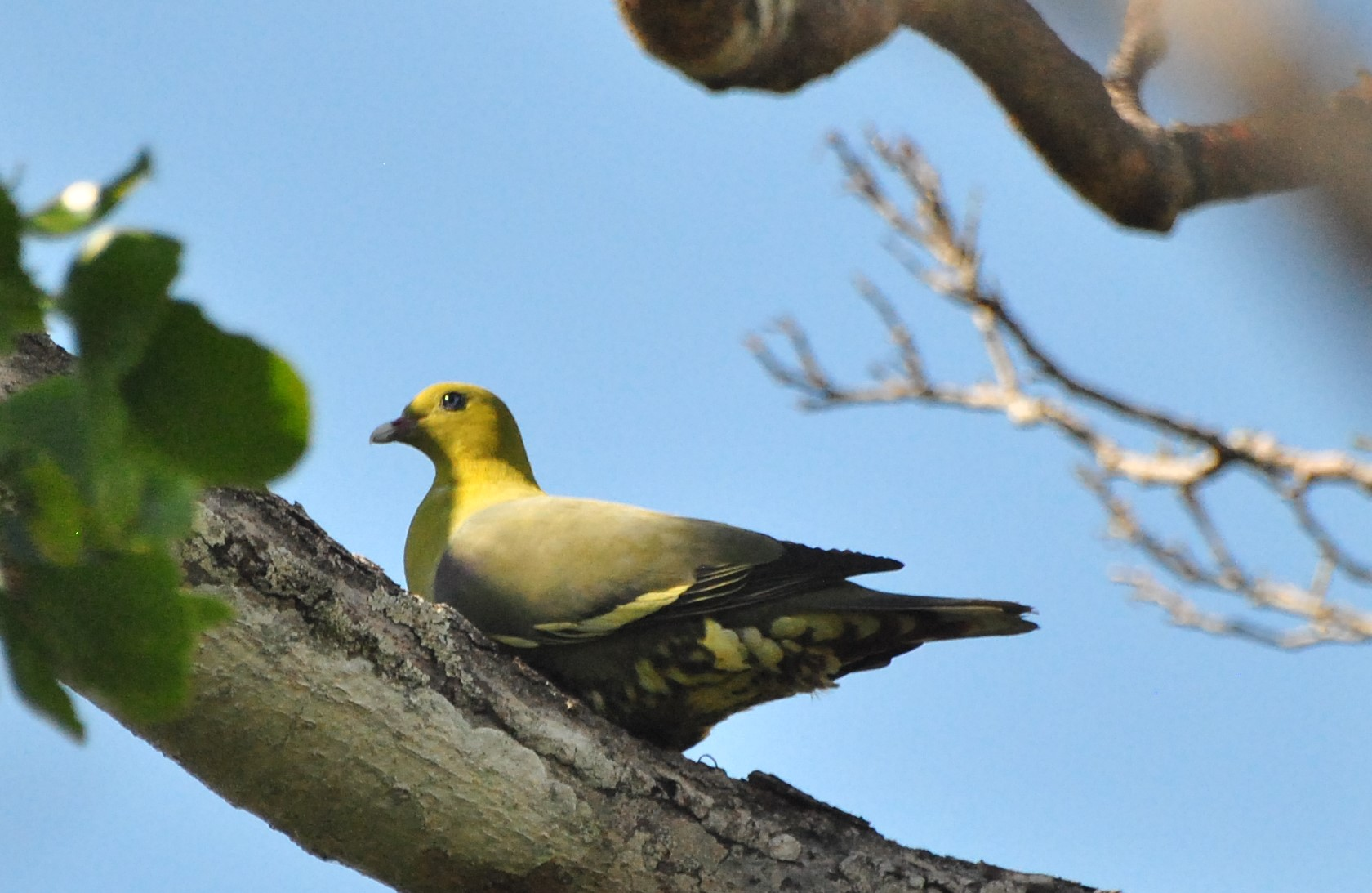
Pigeon vert de Madagascar, Treron australis, dans la forêt de Sainte-Marie, Madagascar
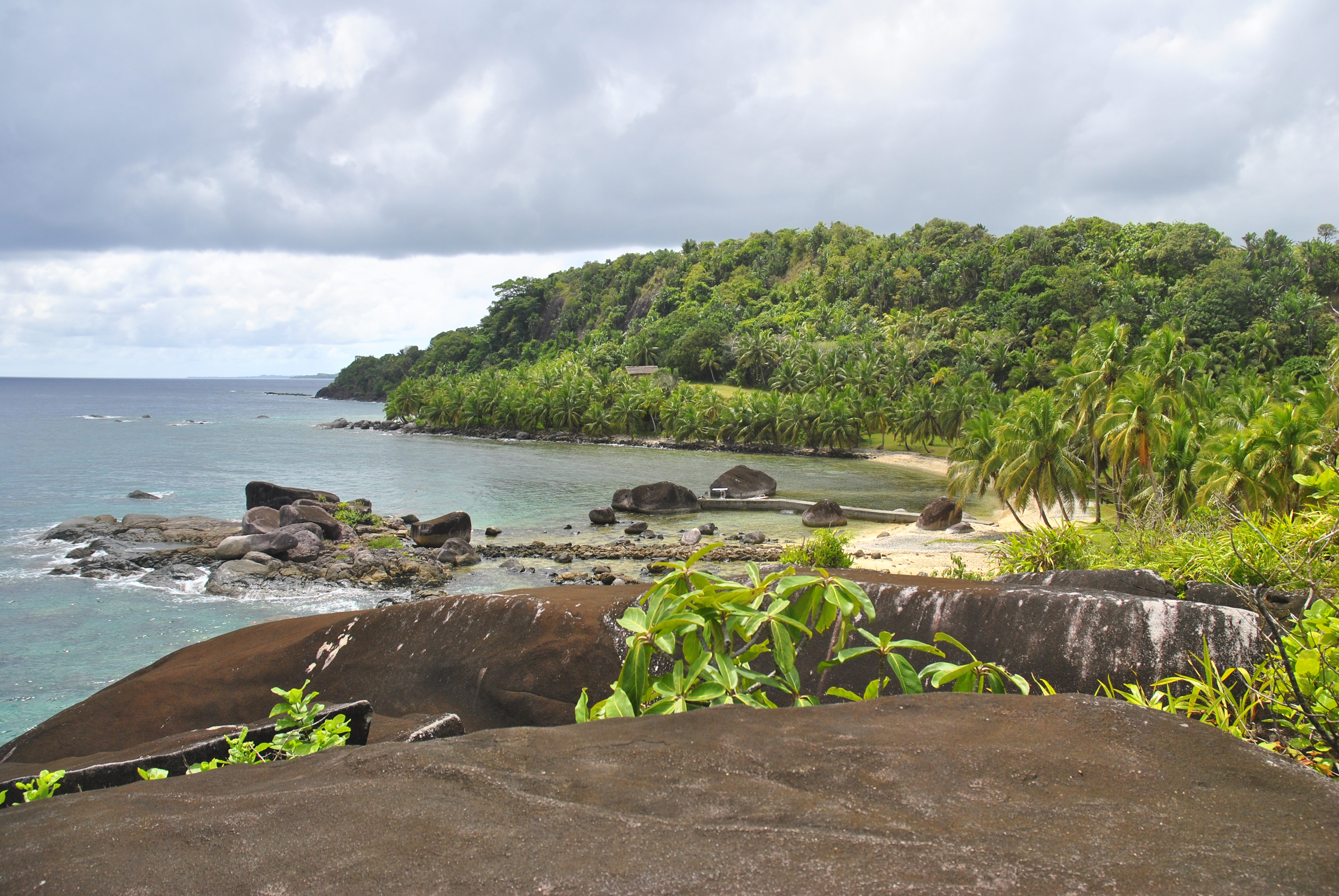
Coco Bay, Nord de Sainte-Marie, Madagascar
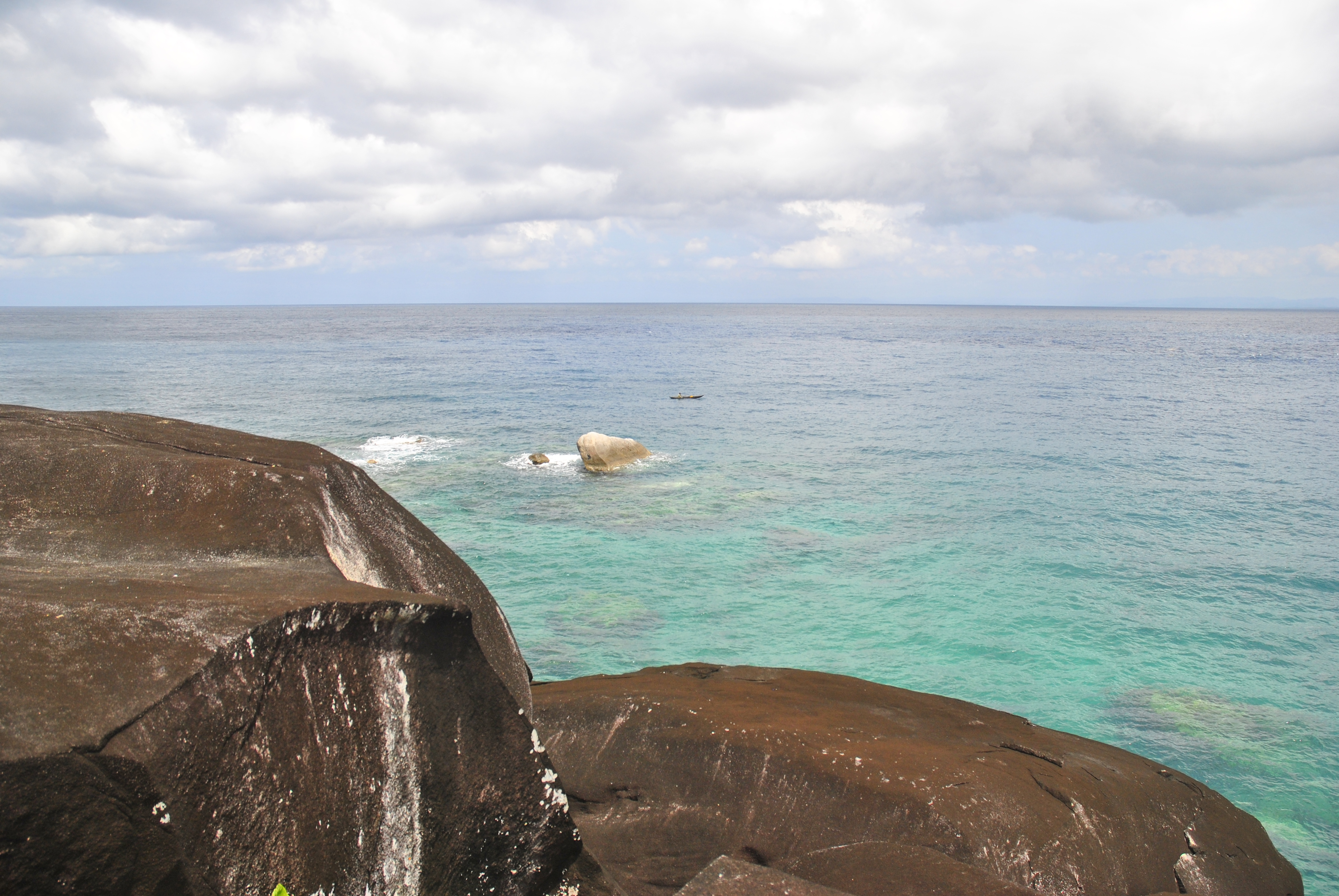
Vue sur la mer depuis les rochers de Coco Bay, au nord de Sainte-Marie, Madagascar.
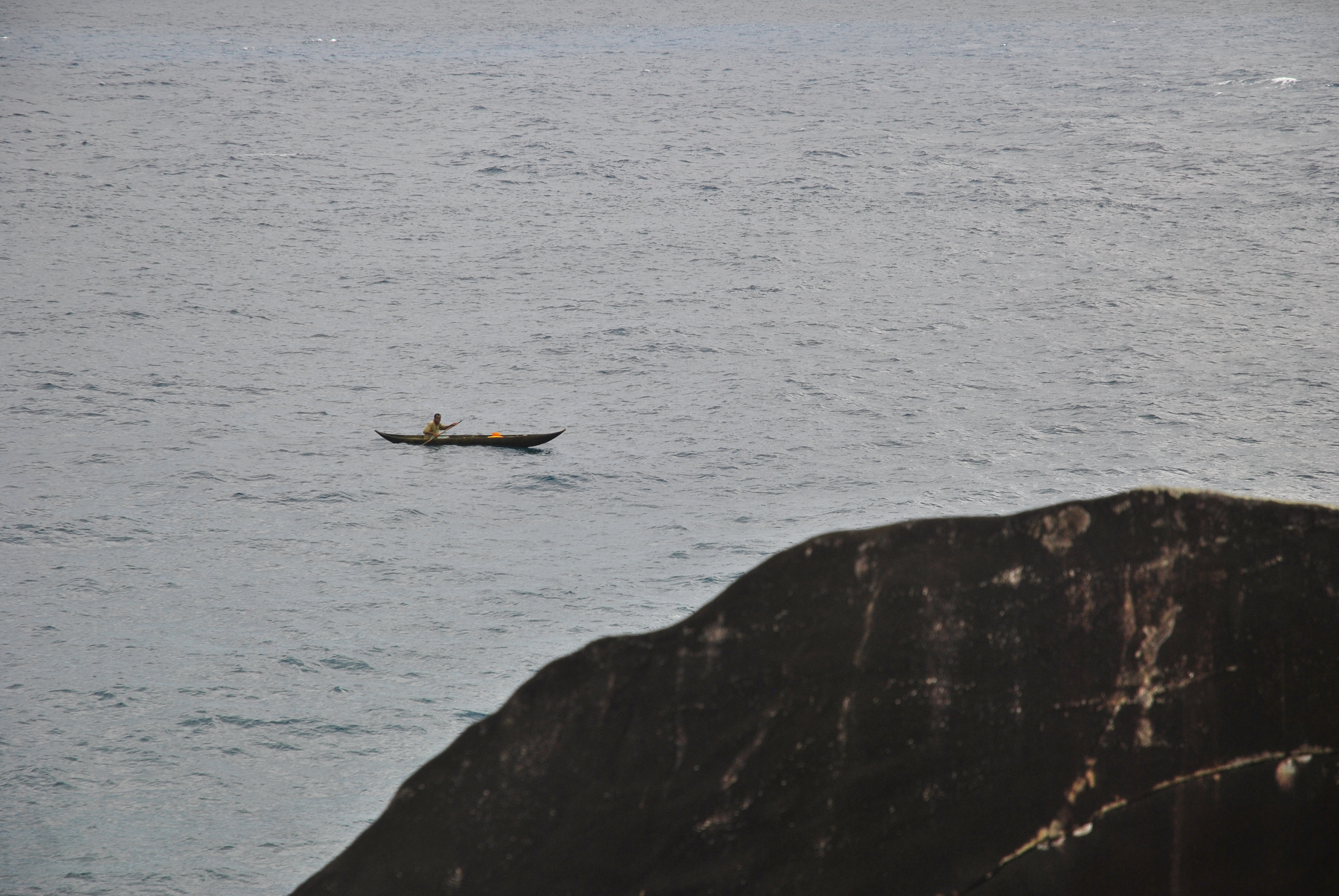
Pêcheur dans le lagon de Coco Bay, au nord de Sainte-Marie, Madagascar.
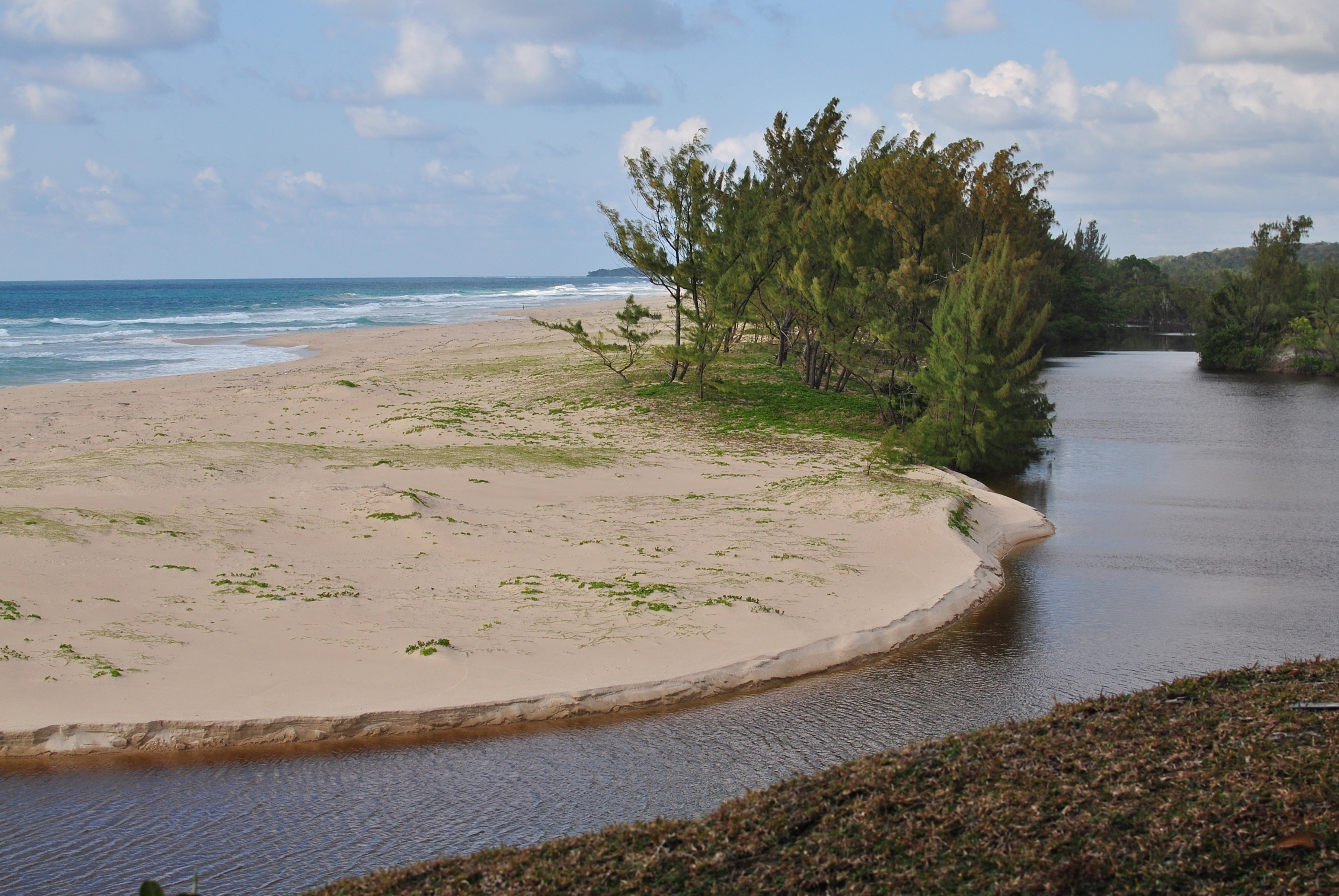
Rencontre d'eau douce et d'eau de mer, Sainte-Marie, Madagascar
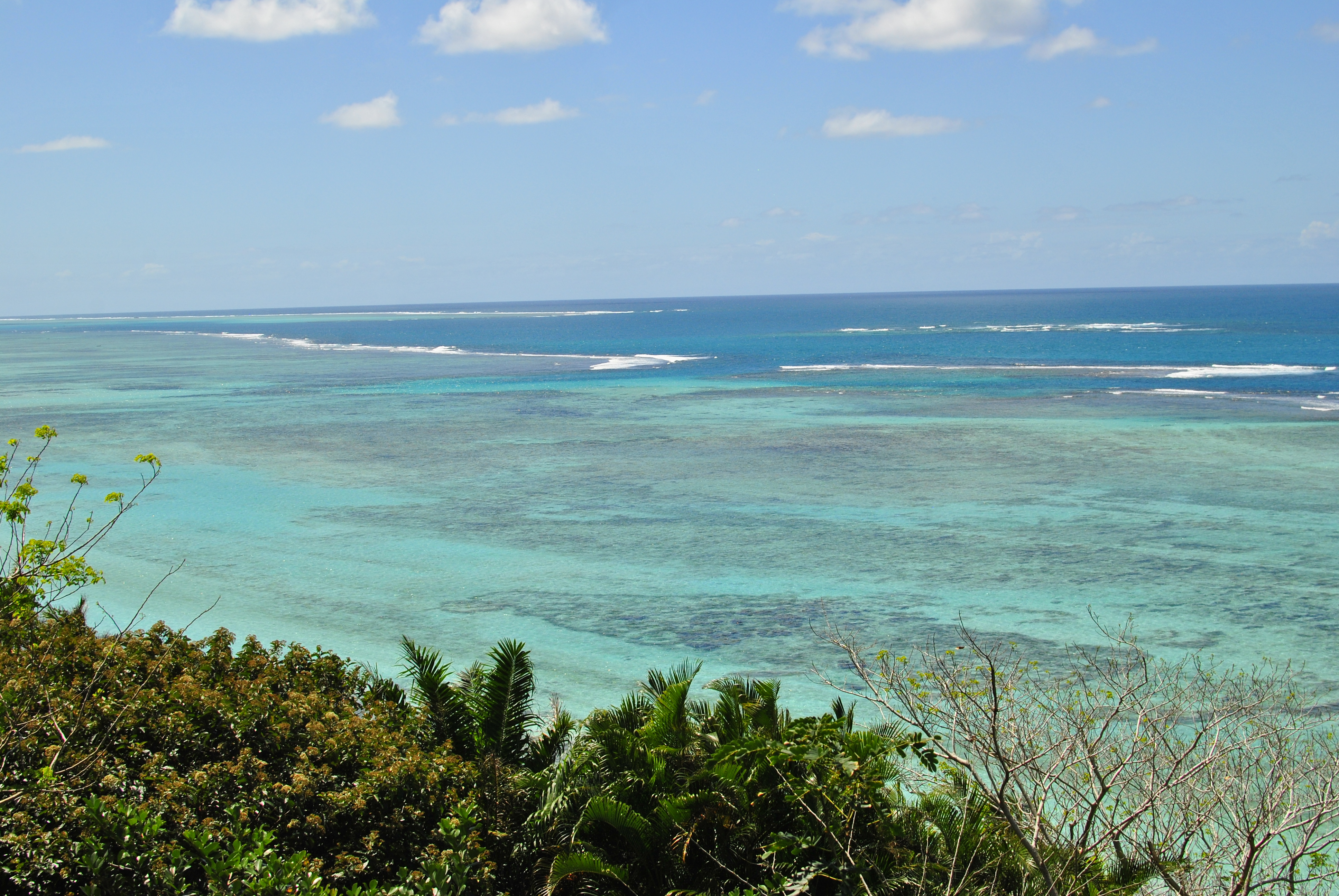
Mer émeraude de Sainte-Marie, côté Océan Indien, Madagascar.
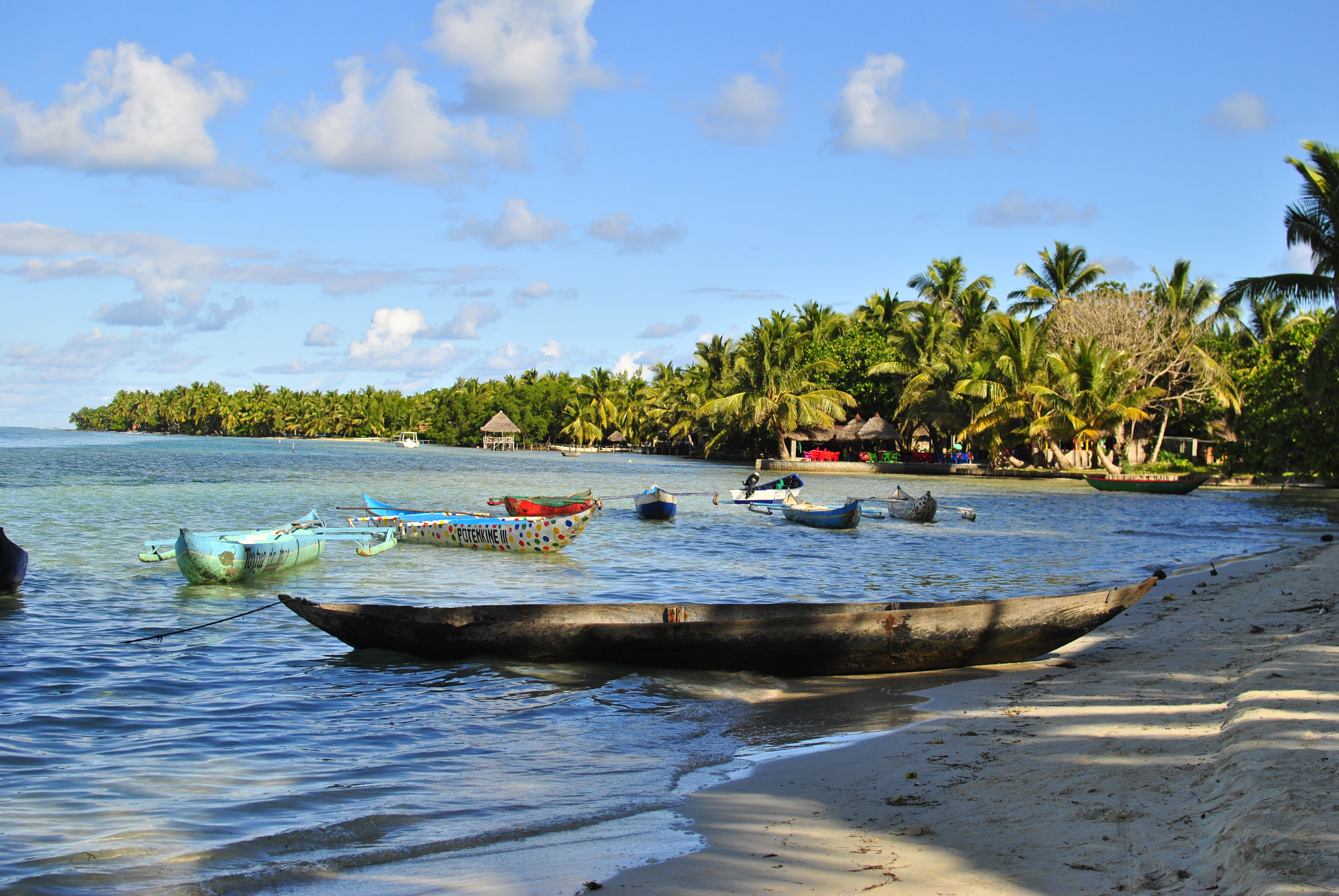
Pirogues de l'île aux Nattes, Sainte-Marie, Madagascar.
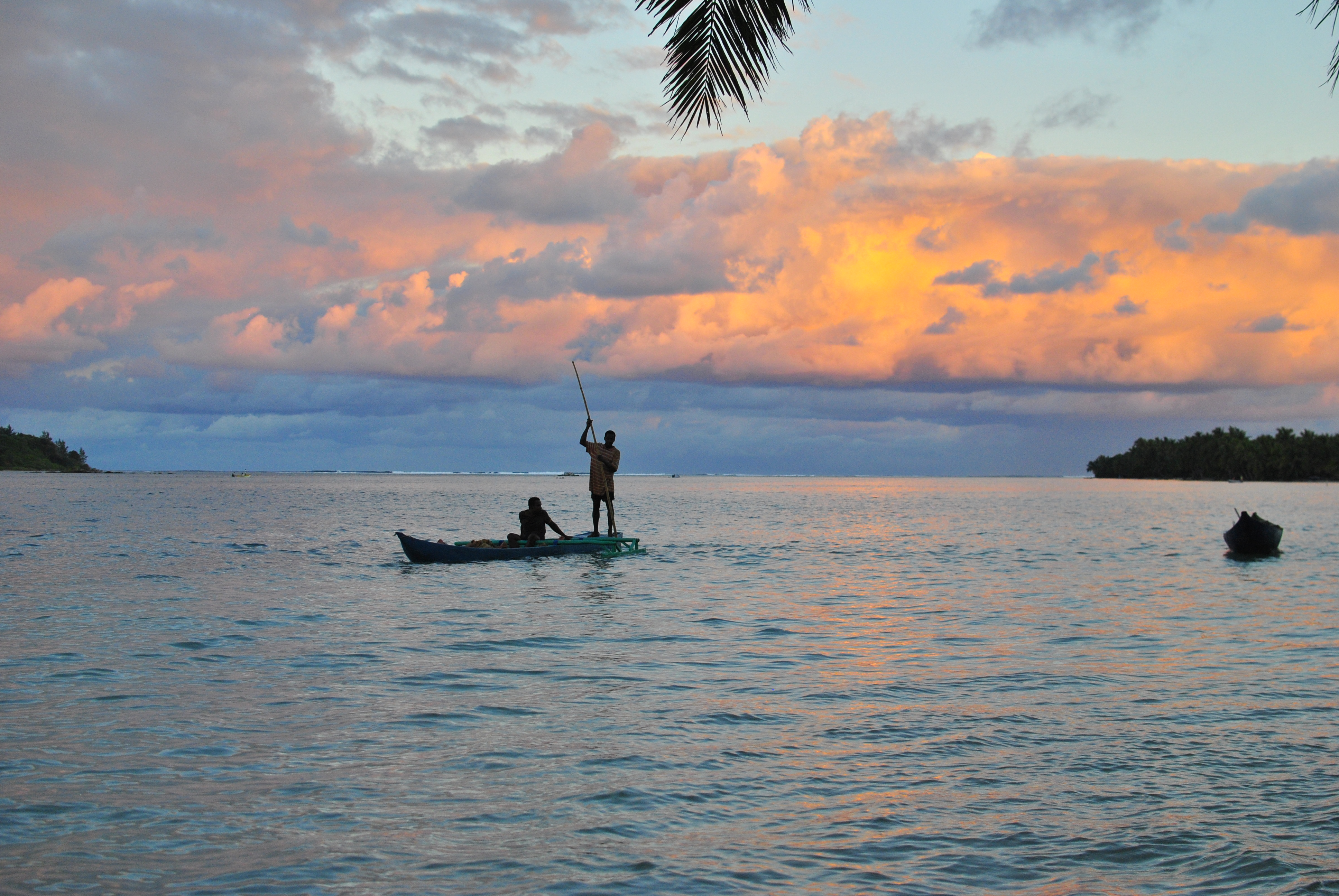
Piroguier sous les nuages rouges du soleil couchant - Sainte-Marie - Analanjirofo - Madagascar
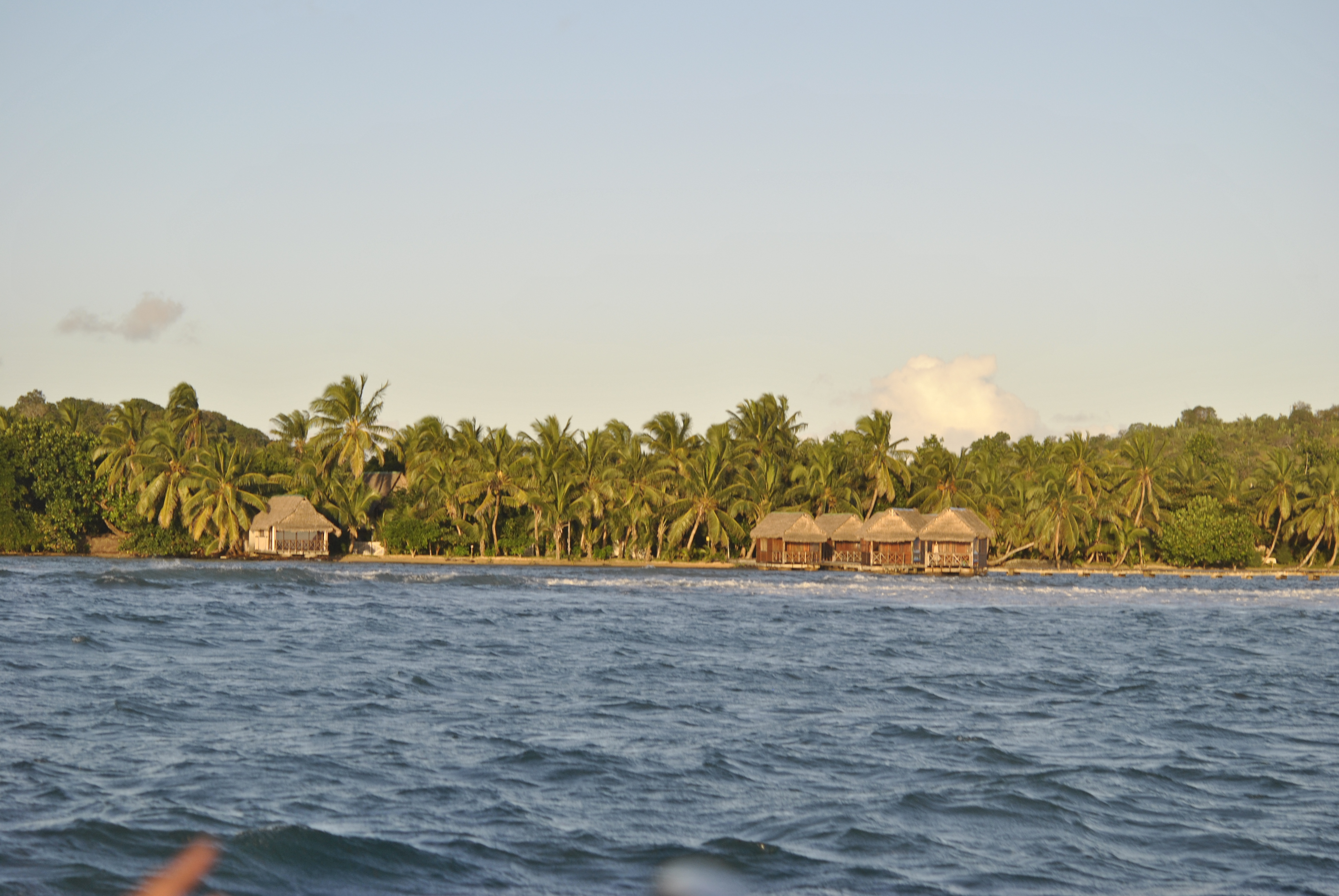
Village sur pilotis de l'île Sainte-Marie, Andampanangoy.
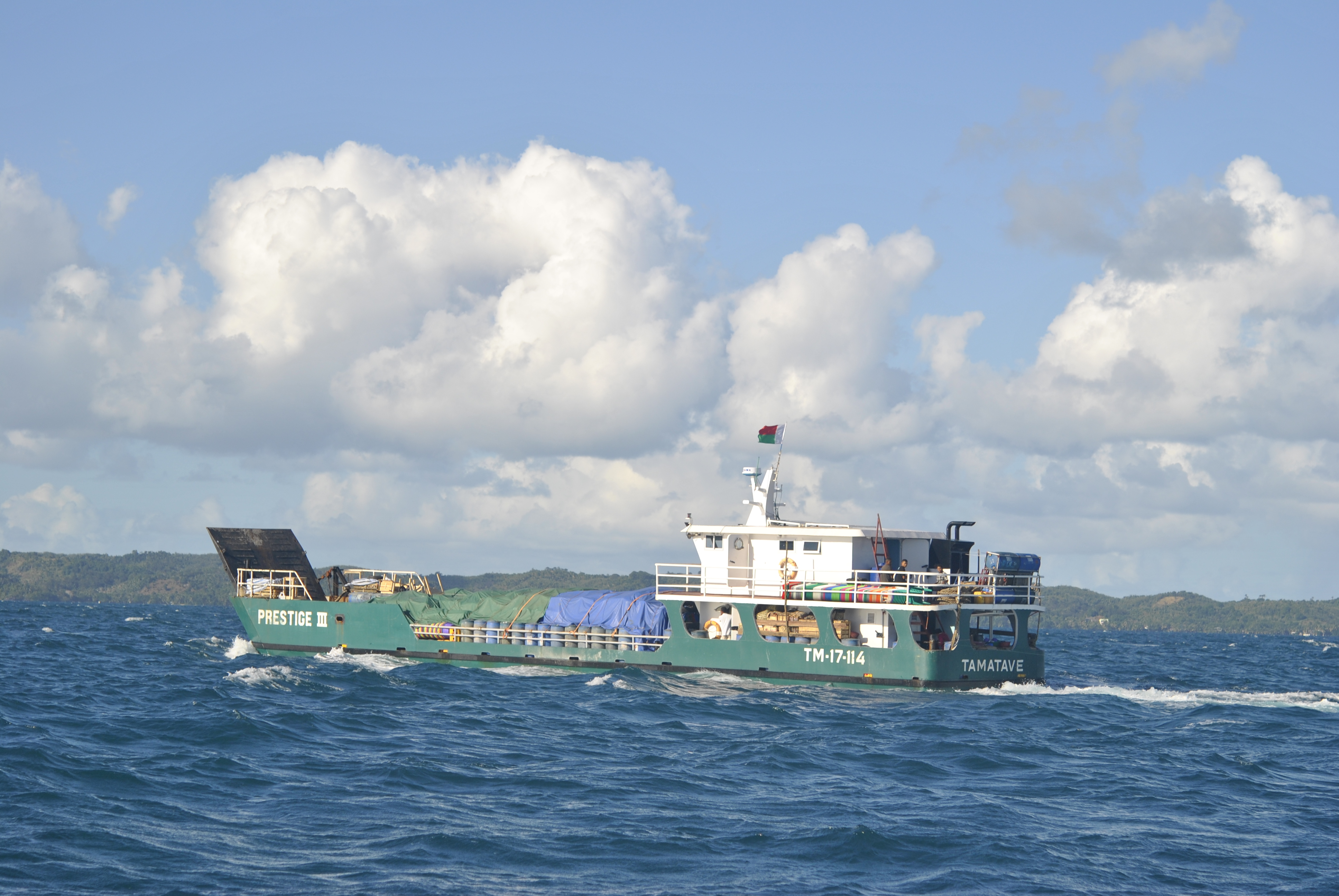
Bateau de marchandise reliant Toamasina et Sainte-Marie.

### Filmographie
- La Bigorne, caporal de France (1958) avec F. Périer et R. Podesta.